# 緑藻
緑藻 (りょくそう、英: green algae) とは、緑色植物のうち、陸上植物 (コケ植物と維管束植物) を除いたものに対する一般名である。クロレラやイカダモ、ミカヅキモのような微細藻から、アオサやマリモ、カサノリのような大型藻まで含まれる。系統的には単系統群ではなく、一部の緑藻 (アオミドロなど) は、他の緑藻に対してよりも陸上植物に近縁である (→系統樹参照)。そのため現在では、この意味での緑藻を分類群として扱うことはない。ただし緑藻の多くが緑藻植物門 (学名: Chlorophyta) に、さらにその一部が緑藻綱 (学名: Chlorophyceae) に分類される。日本語では、これら分類群の名前 (緑藻植物門、緑藻綱) と、一般名としての緑藻が混同されることがあり、それを避けるために一般名としての緑藻 (本項で扱っている意味での緑藻) に対して「緑色藻 (りょくしょくそう)」の名が使われることもある。
緑藻の中には、単細胞のものから、群体、多細胞、多核嚢状のものまで多様な種が含まれる (右図) (→#体制)。ただし多細胞であっても、陸上植物にみられるほどの複雑な組織・器官分化はみられない。古くは、緑藻はこのような体制の違いに基づいて分類されていた (→#古典的な分類)。緑藻はクロロフィルaとbを含む2重膜に囲まれた色素体 (葉緑体) をもち、デンプンを色素体内に貯蔵する (→#細胞構造)。有性生殖様式は多様であるが、胚 (母体中に保持された、接合子から発生した多細胞の幼体) をもつことはない (→#生殖)。海から淡水まで水域に分布するものが多いが、土壌や岩上など陸上域に生育するものもいる (→#生態)。また塩湖や氷雪など特殊環境に生育する種も知られている。地衣類や繊毛虫、ヒドラなどに共生している種もいる。緑藻の中には、アオノリやクロレラなど食用や健康食品として利用されている例がある (→#人間との関わり)。

## 特徴

### 体制
緑藻の栄養体 (通常時の体) の体制 (体のつくり) は極めて多様であり、単細胞、群体、多細胞、多核嚢状などがある。また栄養体に鞭毛をもつものもいる。このように多様な体制は、以下のように類別できる。古くは、このような体制の系列に応じた進化仮説が一般的に受け入れられており、これに基づいた分類体系が用いられていた (下記参照)。

#### 鞭毛性単細胞〜群体
緑藻の中には、栄養細胞が鞭毛をもち遊泳するものがいる。その多くは単細胞性 (unicellular) であり、クラミドモナス属 (Chlamydomonas；下図1a) やドゥナリエラ属 (Dunaliella)、ヘマトコックス属 (Haematococcus；下図1b) など緑藻綱オオヒゲマワリ目に属するものが多いが、プラシノ藻と総称される緑色植物の初期分岐群の中にも、ミクロモナス属 (Micromonas) やネフロセルミス属 (Nephroselmis)、テトラセルミス属 (Tetraselmis) など例が少なくない。ストレプト植物 (陸上植物につながる系統群) の中では、唯一メソスティグマ属 (Mesostigma) が単細胞鞭毛性である。
オオヒゲマワリ目の中には、ゴニウム属 (Gonium；下図1c)、パンドリナ属 (Pandorina)、オオヒゲマワリ属 (ボルボックス属；Volvox；下図1d) など群体性 (colonial) である種も含まれる。これらの"群体"は個体としての統一性をもち細胞分化を示すため、"多細胞体" として扱われることも多い。またアオサ藻綱のウミイカダモ属 (Oltmannsiellopsis) の中にも、鞭毛性の単純な群体を形成する種がいる。

#### 不動性単細胞〜群体
緑藻の中には、栄養体が明瞭な運動能を欠く単細胞性または群体性であるものが多く知られている。ふつう鞭毛を欠くが、ヨツメモ属 (Tetraspora；緑藻綱) のように非運動性の鞭毛 (偽鞭毛; pseudocilium, pseudoflagellum) をもつものもいる。単細胞性では、クロレラ属 (Chlorella；トレボウクシア藻綱) やクロロコックム属 (Chlorococcum；緑藻綱) など球形であるものが多いが、テトラエドロン属 (Tetraedron；緑藻綱；下図2a) のように多面体のものや、ミカヅキモ属 (Closterium；接合藻) のように紡錘形のもの、アワセオウギ属 (Micrasterias；接合藻；下図2b) のようにさらに複雑な形をしたものもいる。
不動性の細胞からなる群体性の緑藻も多く知られる。群体の形式としては、ヨツメモ属のように寒天質基質内に多数の細胞が散在しているパルメラ状群体 (palmelloid colony；下図2c) や、クロロキブス属 (Chlorokybus；クロロキブス藻綱) のように複数の細胞が3次元的に密着しているサルシナ状群体 (sarcinoid colony)、プラシノクラドゥス属 (Prasinocladus；クロロデンドロン藻綱) のように樹状になった細胞外被の先端に細胞が位置する樹状群体 (dendroid colony；下図2d) などがある。また緑藻によく見られる群体様式として定数群体 (ケノビウム、シノビウム；coenobium, pl. coenobia) がある。定数群体では、特定数 (基本的に2のn乗個) の細胞が特定の配列で配置しており、イカダモ類 (下図2e)、クンショウモ類 (緑藻綱)、テトラスツルム属 (Tetrastrum；トレボウクシア藻綱) などに見られる。イカダモ類は培養下では単細胞で増殖するがミジンコなどの捕食者混在下またはその分泌物存在下では定数群体を形成することが報告されており、定数群体形成は被食防御のためであると考えられている。

#### 多細胞性
一部の緑藻は多細胞性 (multicellular) であり、複数の細胞が密接してひとまとまりの体を形成している。ただし多細胞性と群体性の間に明瞭な差はなく、その区分は多分に伝統的なものである。多細胞性の緑藻の多くは糸状性 (filamentous) であり、ヒビミドロ属 (アオサ藻綱)、サヤミドロ属 (緑藻綱)、アオミドロ (接合藻綱；下図3a) のように無分枝であるものや、スミレモ属 (アオサ藻綱) やツルギミドロ属 (緑藻綱；下図3b)、コレオケーテ属 (コレオケーテ藻綱) のように分枝するものがある。またシオグサ類 (アオサ藻綱) のように大型の多核細胞からなる糸状体は特に多核有隔性 (siphonocladous) とよばれることがある (下図3c)。ヒトエグサ、アオサ (下図3d)、アオノリ (アオサ藻綱)、カワノリ (トレボウクシア藻綱) などは細胞層からなる葉状 (膜状) または管状の体をもつ。シャジクモ類は柔組織性の節部と巨大な節間細胞の繰り返しからなる特異な多細胞体をもつ (下図3e)。多くの場合、陸上植物に見られるような原形質連絡は存在しないが、例外的にアオサ藻綱スミレモ目、緑藻綱カエトフォラ目とサヤミドロ目、コレオケーテ藻綱、シャジクモ綱は原形質連絡を伴う多細胞体を形成する。ただし陸上植物に見られるような複雑な組織・器官分化を伴う多細胞体をもつものは知られていない。 

#### 多核嚢状
緑藻の中には、カサノリ、ハネモ、イワヅタ、ミル (アオサ藻綱) など肉眼で見える大きな体ではあるものの体内に細胞隔壁がなく、ひとつながりの原形質からなるものがいる (右図4)。このような体制は、多核嚢状 (siphonous；多核性 coenocytic) とよばれる。巨大な単細胞体ともいえるし、隔壁を欠く多細胞体ともいえる。多核嚢状体をもつ緑藻のほとんどは、アオサ藻綱ハネモ目およびカサノリ目に属する。微小な多核嚢状体となる種は、緑藻綱やトレボウクシア藻綱にもわずかに知られる。

### 細胞外被

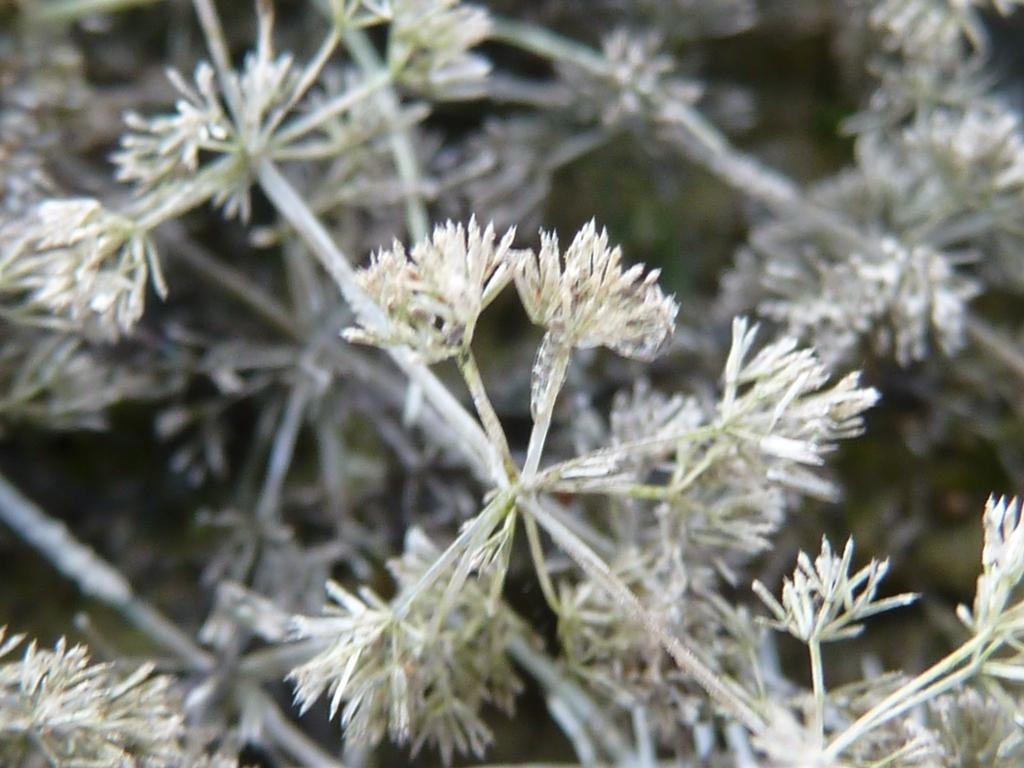
5. シャジクモ類 (シャジクモ綱) の細胞壁はしばしば石灰化している.

緑藻の細胞は、明瞭な細胞外被を欠く裸のものや鱗片で覆われるものもあるが、多くは細胞壁で囲まれている。プラシノ藻と総称される緑藻は、糖タンパク質を含む有機質の鱗片で覆われていることが多い。これと相同な鱗片は、シャジクモ綱やアオサ藻綱の一部の鞭毛細胞にも見られることから (これらの緑藻は互いにかなり遠縁である)、鱗片の存在は緑色植物全体における原始形質であると考えられている。細胞壁はセルロースを含むことが多いが、マンナンやキシランなど他の多糖を主とするもの (例：アオサ藻綱ハネモ目など) や、糖タンパク質からなるもの (例：クラミドモナスなど) もある。細胞壁の性状は多様であり、粘液質のものや、薄い構造が細胞膜に密着しているもの (テカ theca)、細胞を緩く囲んでいるもの (ロリカ lorica) もある。細胞壁が石灰化 (炭酸カルシウムが沈着) している例もあり、サボテングサやカサノリ (アオサ藻綱)、Coccomoans (緑藻綱)、シャジクモ類 (右図5) などが知られる。

### 細胞構造
緑藻の多くは単核性 (1細胞に1個の核をもつ) であるが、マリモやイワヅタ (アオサ藻綱) など多核性 (多数の核をもつ) であるものもいる。核分裂様式はグループによって異なっており、緑藻植物ではふつう閉鎖型 (核分裂時に核膜が維持される)、ストレプト植物では開放型 (核分裂時に核膜が消失する) である。極にはふつう中心体が存在するが、これを欠くものもいる。緑藻植物の多くでは、中間紡錘体が比較的早期に崩壊し、娘核が接近する (アオサ藻綱などを除く)。細胞質分裂様式は極めて多様であり、単純な細胞膜の環状収縮によるものが多いが、緑藻綱サヤミドロ目やシャジクモ綱などでは細胞板の遠心的発達による分裂を行う。また分裂面にファイコプラスト (分裂面に平行な微小管群) が生じるものや (緑藻綱など)、陸上植物と同様にフラグモプラスト (隔膜形成体；分裂面に垂直な微小管群) が生じるもの (コレオケーテ藻綱など)、また特にこのような微小管が生じないもの (アオサ藻綱など) がある。

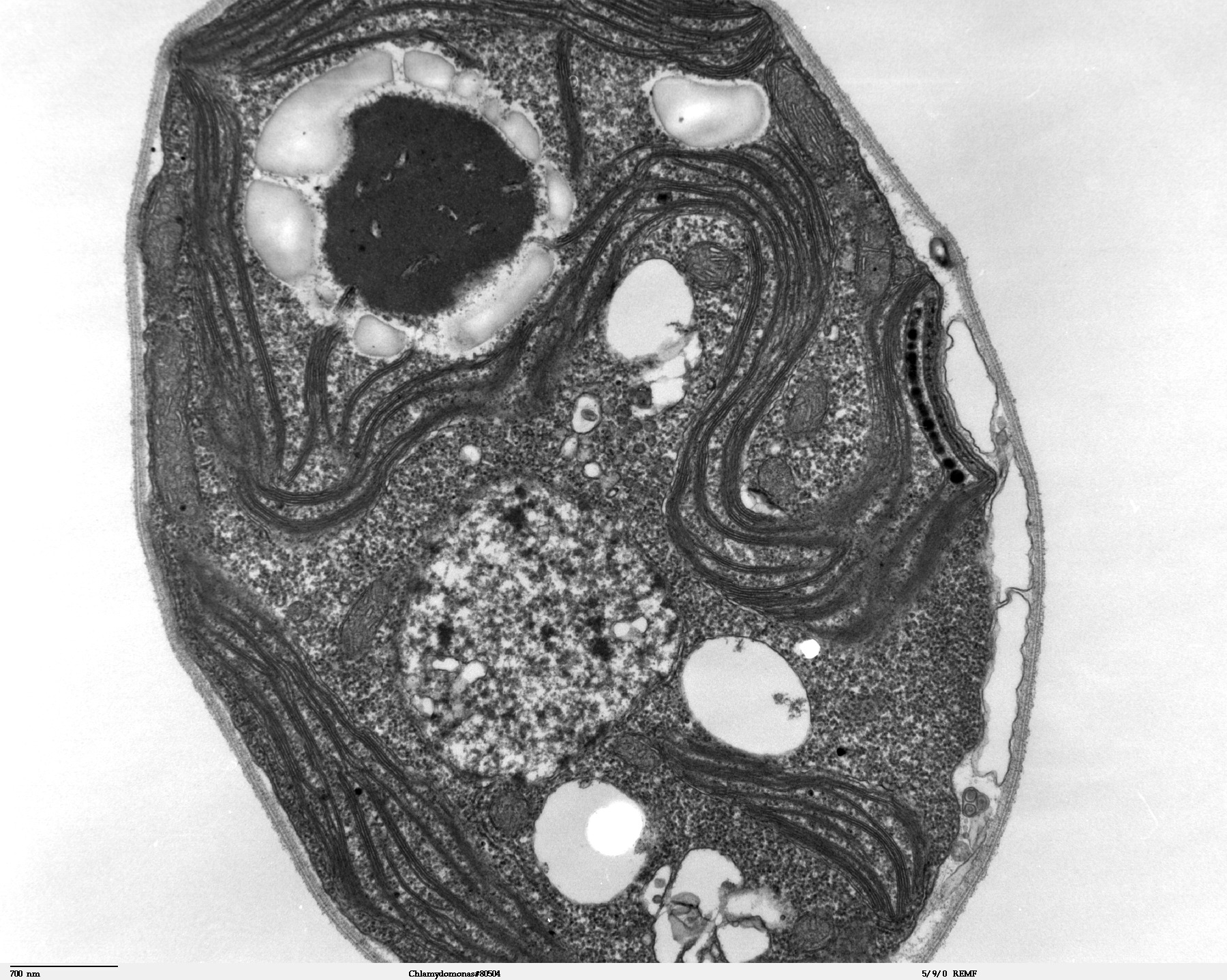
6. クラミドモナス (緑藻綱) の透過型電子顕微鏡像. 葉緑体中のチラコイドはラメラを形成しており、上部にはデンプン粒 (白) で囲まれたピレノイド (黒) が見える.

葉緑体の形態は多様であり、カップ状 (杯状) のものから星状、帯状、網状などがある。また1細胞あたりの数も1個のものから多数のものまである。葉緑体 (色素体) は2枚の包膜で囲まれ、チラコイドは複数枚が重なってラメラ (チラコイドラメラ) を形成している (右図6)。陸上植物のようにグラナ (円盤状のチラコイドが多数重なったものであり、複数のグラナがチラコイドで連結される) をもつものは少ない (シャジクモ類など)。葉緑体中にはしばしばピレノイドが存在する。ピレノイドは主にルビスコ (光合成において二酸化炭素を固定する酵素) からなり、効率的な二酸化炭素固定に働いていると考えられている。またクラミドモナス (緑藻綱) では、ピレノイドの高次構造を形成するタンパク質 (EPYC1) も報告されている。ピレノイドはふつうデンプン鞘で覆われおり、基質に膜状のチラコイドが貫通するものや管状のチラコイドが陥入するもの、細胞質基質を伴う葉緑体膜が陥入するもの、陥入構造を欠くものなどの多様性がある (右図6)。貯蔵多糖はデンプン (アミロースとアミロペクチン) であり、色素体中に貯蔵される (右図6)。色素体DNAはふつう色素体中に散在しているが、イワヅタ属 (アオサ藻綱) などではピレノイド中に局在する。光合成能を欠く緑藻は、白色体の形で色素体をもつ。アオサ藻綱ハネモ目の一部は、葉緑体と共にアミロプラスト (デンプンを多く貯蔵した非光合成性の色素体) をもつ。
光合成色素組成は基本的には陸上植物と同様であるが、それに加えて別の色素をもつものもいる。クロロフィル a と b をもち、またジビニルプロトクロロフィリド (MgDVP) をもつものもいる。カロテノイドとしては基本的にルテイン、ゼアキサンチン、ビオラキサンチン、ネオキサンチン、β-カロテンをもつが、ロロキサンチンやα-カロテンをもつものもおり、さらに一部の種はプラシノキサンチンやシフォナキサンチンなど特異なカロテノイドをもつ。ピコキスティス属 (ピコキスティス藻綱) は極めて特異なカロテノイドをもち、モナドキサンチン、アロキサンチン、ディアトキサンチンなどは緑色植物の中でこの藻類だけから報告されている。また一部の緑藻は、強光防御用のカロテノイドを大量に蓄積して赤くなる (下図)。このような緑藻は、浅水域や陸上域に生育しているものが多い。
緑藻の中には、光合成能を二次的に失ったものがわずかに知られている。このような緑藻はふつう細胞小器官としての色素体は残している (白色体)。例として、ポリトマ属 (Polytoma; 緑藻綱) や プロトテカ属 (Prototheca; トレボウクシア藻綱) がある。これらの緑藻は菌類のように吸収栄養性 (細胞膜を通して有機物を吸収する) であり、多くは自由生活性であるが (酵母として分類されていたものもある)、寄生性の種も知られている。

### 鞭毛

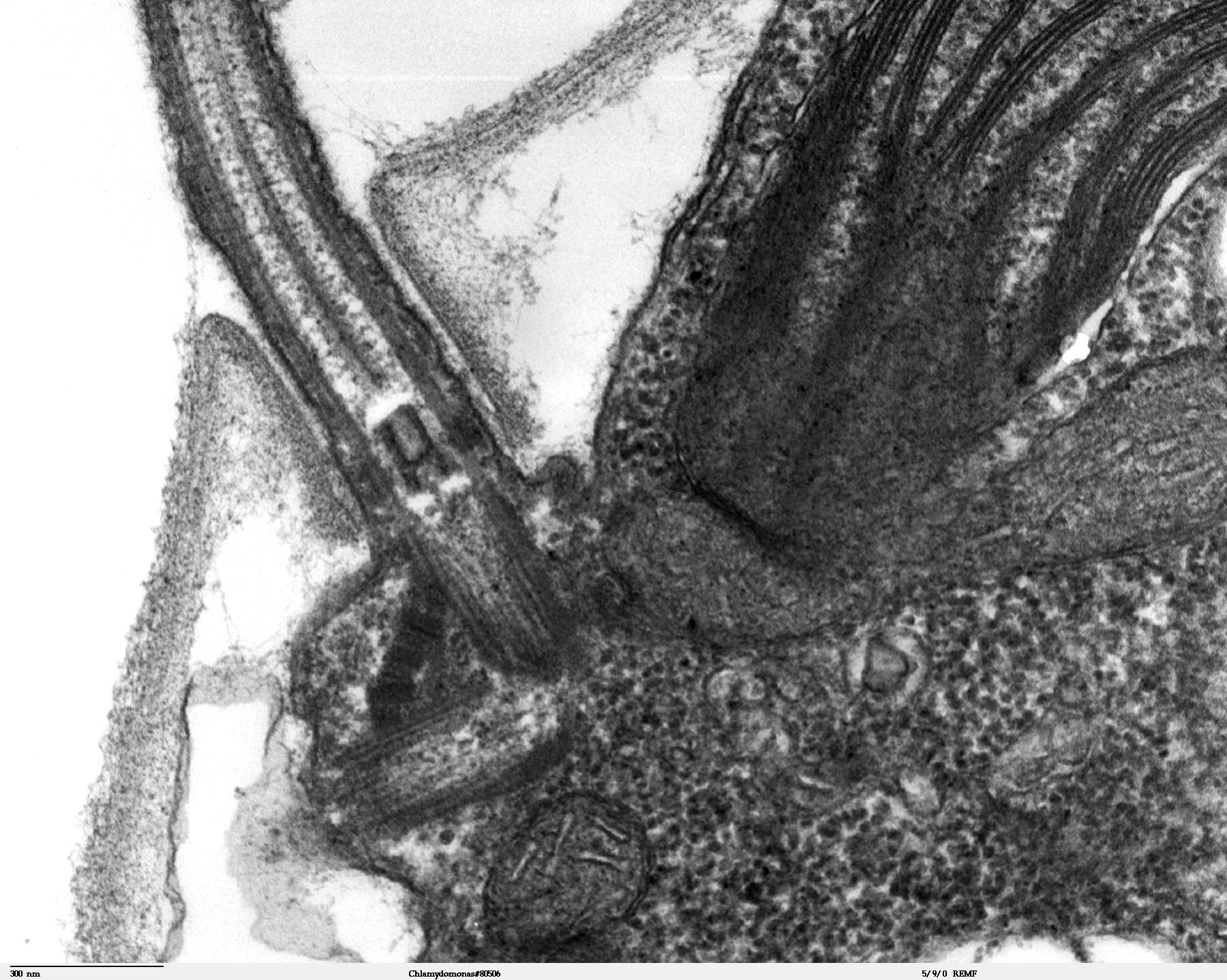
7. クラミドモナス (緑藻綱) の透過型電子顕微鏡像. 鞭毛移行部には星状構造が存在する (H形の縦断面が見える).

緑藻の中には、少なくとも生活環の一時期に鞭毛をもつものが少なくないが、接合藻のように鞭毛細胞を失ったと考えられている例も多い。鞭毛細胞はふつう等長・等運動性の鞭毛をもつ (等鞭毛性 isokont) が、長さ・運動が異なる鞭毛を前後に伸ばしている種もいる (プラシノ藻の一部)。鞭毛数は2または4本のものが多いが、それ以上のものもおり (プラシノ藻の一部、アオサ藻綱ハネモ目、緑藻綱サヤミドロ目)、また鞭毛を1本のみもつものもいる (プラシノ藻の一部)。
緑藻の中で、ストレプト植物に属するもの (クレブソルミディウム藻綱、コレオケーテ藻綱、シャジクモ綱など) の鞭毛細胞は、ふつう細胞亜頂端から2本の鞭毛が平行に伸びている。鞭毛装置では微小管性鞭毛根の1つが発達し、多層構造体 (multilayred structure, MLS) を形成している。一方、緑藻植物に属する緑藻の鞭毛細胞は、細胞頂端から対向して伸びる2または4本の鞭毛をもつものが多く (トレボウクシア藻綱、アオサ藻綱、緑藻綱)、鞭毛装置は回転対称の交叉型である。プラシノ藻と総称される緑色植物の初期分岐群では鞭毛細胞の形態や鞭毛装置は多様である。ストレプト植物の鞭毛細胞では、メソスティグマ藻綱以外は眼点を欠くが、緑藻植物では鞭毛細胞の色素体中に眼点をもつ例が多い。また緑藻を含む緑色植物の鞭毛移行部には、星状構造 (stellate structure) とよばれる特異な構造が存在する (図7)。

### 生殖

#### 無性生殖
緑藻の多くは、無性生殖を行う。無性生殖の様式は多様であり、二分裂 (出芽など不等分裂を含む)、胞子、藻体の分断化などがあり、特に胞子による無性生殖を行うものが多い。胞子の形式としては鞭毛をもつ遊走子 (zoospore)、遊走子に似た細胞構造をもつが鞭毛をもたない不動胞子 (aplanospore)、遊走子的な特徴をもたず母細胞とほぼ同じ形態をした自生胞子 (autospore) などがある。また定数群体性の種 (イカダモ類など) では、群体を構成する個々の細胞が分裂して群体を形成するが、このような群体は自生群体 (autocolony) ともよばれる。
緑藻の中には、丈夫な細胞壁をもつ休眠細胞を形成するものもいる。このような休眠細胞はアキネート (akinete) ともよばれる。また緑藻の中には、有性生殖における配偶子合体の結果形成された接合子が休眠細胞となるものが多い (下記参照)。

#### 有性生殖
緑藻の中にはさまざまな形式の有性生殖が知られているが、有性生殖が見つかっていない (もしくは欠如した) ものも多い。配偶子合体様式としては、同形同大の配偶子 (同形配偶子 isogamete) が合体する同形配偶 (同形配偶子接合 isogamy)、大小の差がある配偶子 (異形配偶子 anisogamete) が合体する異形配偶 (異形配偶子接合 anisogamy) がある。異形配偶の場合は大型の配偶子を雌性、小型の配偶子を雄性とよぶ。同形配偶の場合は雌雄ではなく、ふつう＋ (プラス) と− (マイナス) で表す。また異形配偶の一型として卵生殖 (oogamy) があり、雌性配偶子が大型で不動性になっている。この場合雌性配偶子を卵 (egg; 卵細胞 egg cell)、雄性配偶子を精子 (sperm) とよぶ。特殊な配偶子合体様式として、接合藻に見られる接合がある。接合においては、対応する接合型の栄養細胞 (通常時の細胞) が対合し、原形質が融合することで配偶子合体が起こる。

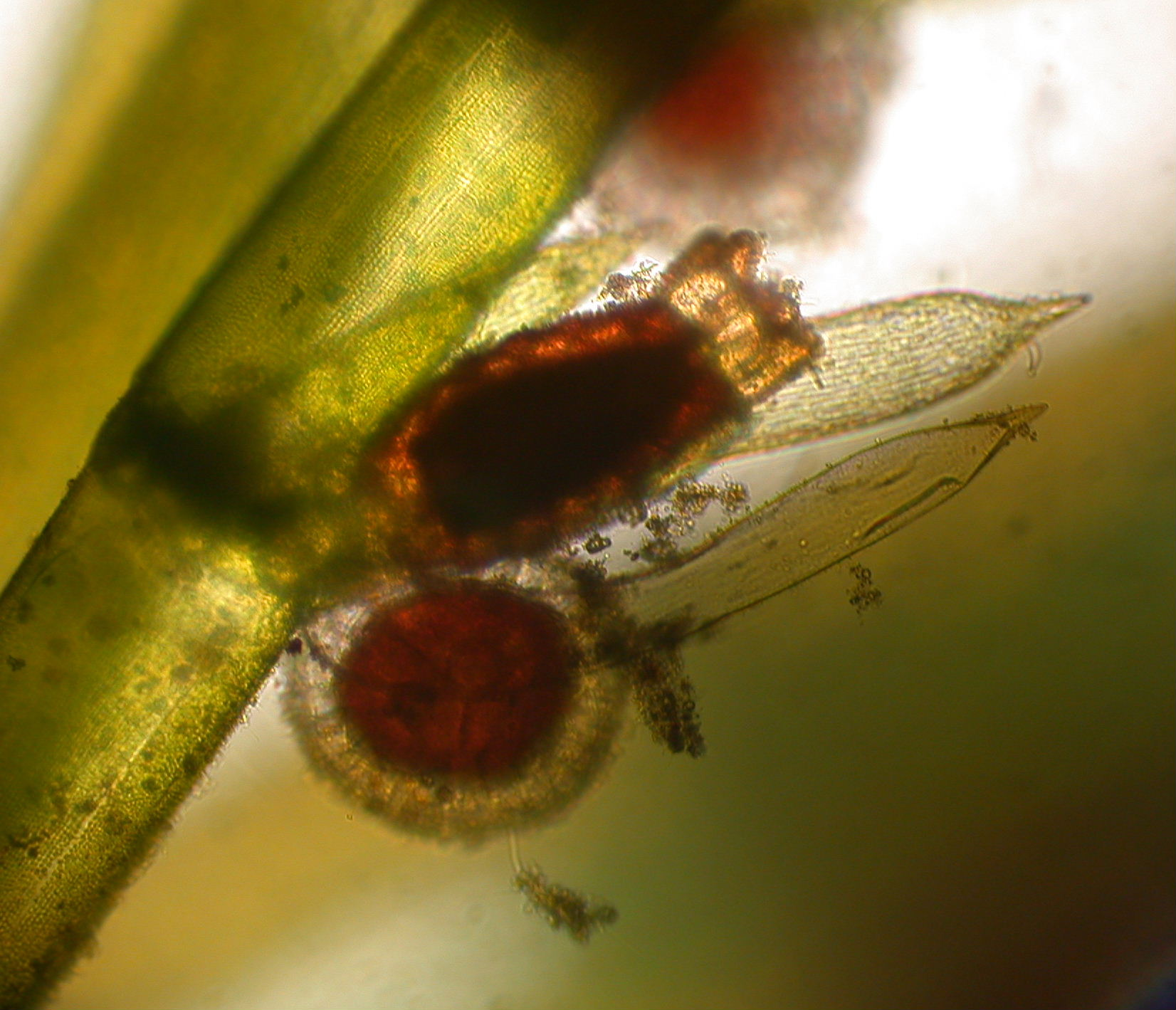
8. シャジクモ類 (シャジクモ綱) の生卵器 (上側) と造精器 (下側の球形の構造).

配偶子を形成する構造は、配偶子囊 (gametangium, pl. gametangia) とよばれる。陸上植物では配偶子囊は多細胞の構造であるが、緑藻においては単一の細胞が配偶子囊になり、配偶子は母細胞の細胞壁のみに囲まれている。卵生殖を行う緑藻では、卵を形成する配偶子囊は生卵器 (oogonium, pl. oogonia)、精子を形成する配偶子囊は造精器 (antheridium, pl. antheridia) とよばれる。例外的に、シャジクモ類の配偶子囊 (生卵器、造精器) は多細胞からなる複雑な構造をもつ (右図8)。
配偶子合体によって生じた接合子は強固な細胞壁に囲まれて休眠構造となることが多い。このような構造は、分類群によって休眠接合子 (hypnozygote)、接合胞子 (zygospore)、卵胞子 (oospore) などとよばれる。このような接合子は発芽時に減数分裂を行い (接合子減数分裂)、単相 (ゲノムを1セットのみもつ) である栄養体を形成することが多い (緑藻綱の多く、接合藻、シャジクモ綱など)。このような生活環では単相の世代のみが存在し (接合子のみが複相)、単相単世代型生活環 (haplontic life cycle) とよばれる。アオミドロ型またはクラミドモナス型生活環ともよばれる。
一部の緑藻では、接合子が発芽して複相 (ゲノムを2セットもつ) の栄養体を形成する。ミルやイワヅタ (アオサ藻綱) では、この複相の栄養体が減数分裂することで単相の配偶子を形成する (配偶子減数分裂) と考えられている (異論もある)。つまりこのような生活環では複相の世代のみが存在し (配偶子のみが単相)、複相単世代型生活環 (diplontic life cycle) とよばれる。ミル型生活環ともよばれる。
またアオサやシオグサ、ハネモ (アオサ藻綱) などでは、このような複相の栄養体は減数分裂によって配偶子ではなく胞子を形成する (胞子減数分裂)。そのためこの栄養体は胞子体 (sporophyte) とよばれる。単相の胞子は栄養体を形成し、この単相の栄養体は配偶子を形成する。そのためこの栄養体は配偶体 (gametophyte) とよばれる。配偶子は合体して接合子となり、再び胞子体を形成する。このような生活環では、複相の胞子体と単相の配偶体という2つの世代の間で世代交代 (alternation of generations) を行い、単複世代交代型生活環 (haplodiplontic or diplohaplontic life cycle) ともよばれる。世代交代を行うものでは、胞子体と配偶体がほぼ同形同大である同形世代交代 (isomorphic alternation of generations; シオグサ型生活環) と、胞子体と配偶体が明らかに異形である異形世代交代 (anisomorphic alternation of generations) がある。アオサやシオグサ (アオサ藻綱)、カエトフォラ目 (緑藻綱) は同形世代交代を行う。また異形世代交代を行うものの中で、ヒトエグサやハネモ (アオサ藻綱) では配偶体の方が大型であり (ヒトエグサ型生活環)、ツユノイト (アオサ藻綱) では胞子体の方が大型である (ツユノイト型生活環)。

## 生態
緑藻の多くは水界に生育している。淡水では、緑藻綱やトレボウクシア藻綱、接合藻に属する微細藻が植物プランクトンや底生藻として多く見られる (下図9a)。海ではマミエラ藻綱などプラシノ藻と総称される緑藻が植物プランクトンとして多いことがあり、またアオサ藻綱に属する大型藻は沿岸域に海藻として多く見られる (下図9b)。ドゥナリエラ属 (緑藻綱) のように、塩分濃度が高い塩湖に生育する緑藻も知られている (下図9c)。
緑藻の中には、陸上に生育する種も少なくない。岩や壁、樹皮、土壌などの表面に生育する気生藻は、トレボウクシア藻綱またはクレブソルミディウム藻綱に属する緑藻であることが多い (上図9d)。また南極の岩の中に生育する緑藻もいる。特異な環境としては、降雪や氷河上で生育する緑藻も知られている (上図9e)。
他の生物と共生する緑藻も多く知られている。地衣類の共生藻は、多くの場合トレボウクシア藻綱に属する緑藻であるが、スミレモ類などのアオサ藻綱の種が共生藻となっていることもある (上図10a)。他にも繊毛虫や太陽虫、アメーバ類、ヒドラ、無腸動物、サンショウウオなどに緑藻が共生していることがある (上図10b, c, d)。またアオサ藻綱の中には、ナマケモノの毛や、スガイの貝殻に特異的に付着しているものもいる (上図10e)。

## 人間との関わり
アオサ藻綱に属するヒトエグサやアオノリ、クビレヅタなどは食用とされ、養殖されている例もある (下図11a, b, c)。またクロレラ (トレボウクシア藻綱) は大量培養され、健康食品や養殖魚介類の初期餌料として用いられている。ドゥナリエラ属 (緑藻綱) が産生するβ-カロテンやグリセロール、ヘマトコックス (緑藻綱) が産生するアスタキサンチンなどが商業的に利用される (利用されていた) ことがある (下図11d)。ボトリオコックスが産生する炭化水素 (ボトリオコッセン) はハンドクリームに利用されている。
特定の緑藻 (特に Raphidocelis subcapitata = Selenastrum capricornutum) の特定の株は、AGP (Alga Growth Potential) 試験 (藻類生産力試験、藻類生産潜在能力試験) とよばれる水質試験に広く用いられている。
アオサ属 (アオサ藻綱) の中には、基質から離れて浮遊した状態で大増殖するものがおり、このような現象はグリーンタイド (緑潮、green tide) とよばれる (下図12a)。グリーンタイドは景観悪化や悪臭、生態系への悪影響などを引き起こす。また Cephaleuros (アオサ藻綱) の中には被子植物の葉に寄生するものも知られており、チャノキ (茶) やコーヒーノキなどに害をなすことがある (下図12b)。従属栄養性のプロトテカ (トレボウクシア藻綱) はふつう土壌や汚水などに自由生活しているが、ヒトなど哺乳類に日和見感染してプロトテカ症を引き起こすことがある (下図12c)。

## 系統と分類
広義の緑藻は緑色植物から陸上植物を除いたものに対する名称であり、下記系統樹で示すように単系統群ではない (接合藻など一部の緑藻は他の緑藻に対してよりも陸上植物に近縁である)。そのため現在では、この範囲での緑藻を1つの分類群として扱うことはない。

### 古典的な分類
古くは、ほとんどの緑藻は単一の分類群 (緑藻綱) に分類されていた。ただし緑藻の中でシャジクモ類は特異な多細胞体をもつため、他の緑藻とは分けて独立の綱や門に分類されることも多かった。また接合藻も接合という特異な有性生殖様式をもつため、独立の綱とされることがあった。
伝統的に、緑藻の系統関係は鞭毛性、糸状性、葉状など体制 (大まかな体のつくり) に基づいて考えられていた。また葉緑体や光合成色素、貯蔵多糖などの共通性から、陸上植物は緑藻から生じたと考えられていた (つまり緑藻は単一の分類群にまとめられていたが、単系統群と考えられていたわけではない)。陸上植物の祖先的な緑藻として、陸上に生育し比較的複雑な分枝糸状体を形成する緑藻であるフリッチエラ属 (Fritschiella) などが想定されていた (現在ではフリッチエラ属は緑藻綱カエトフォラ目に分類されており、陸上植物に近縁であるとは考えられていない)。 
また緑藻はその体制に基づいて分類されていた。緑藻の古典的な分類体系の一例を下表に示す。この体系は、緑藻の分類体系が大きく変更される直前のころのものである。
| 古典的な緑藻の分類体系の1例：各分類群について、上段に古典的な分類体系における分類群の扱いや特徴を、下段に2020年現在の分類体系におけるその分類群の扱いについて記した。 - 緑藻綱 Chlorophyceae Wille in Warming, 1884 - オオヒゲマワリ目 (ボルボックス目) Volvocales Oltmanns, 1904 - 単細胞または群体、栄養体 (通常時の体) は鞭毛をもち遊泳する。単細胞性の種をクラミドモナス目 (Chlamydomonadales) として分けることもあった。また細胞壁を欠く種をドゥナリエラ目 (Dunaliellales) として分けることもあった。さらにクラミドモナス属のように細胞壁をもつ鞭毛細胞 (遊走子など一時的な細胞も含む) を形成する緑藻は、クラミドモナス藻綱 (Chlamydomonadophyceae) として分けられることもあった。 - 2020年現在一般的な分類体系では、オオヒゲマワリ目 (同じ意味でクラミドモナス目の名が用いられることも多い) は緑藻綱 (狭義) の1目とされ、オオヒゲマワリ属 (ボルボックス属、Volvox)、クラミドモナス属 (Chlamydomonas)、ドゥナリエラ属 (Dunaliella) などを含む。また下記のようにヨツメモ目やクロロコックム目などに分類されていた種の一部もオオヒゲマワリ目に含めるようになった。古典的な意味でのオオヒゲマワリ目に分類されていた種のうち、不等鞭毛をもつ種や有機質鱗片で覆われている種は1970年頃からプラシノ藻綱に分類されるようになり、さらに2020年現在ではマミエラ藻綱やネフロセルミス藻綱、ペディノ藻綱、クロロデンドロン藻綱、メソスティグマ藻綱などに分割されている。またウミイカダモ属 (Oltmannsiellopsis) はアオサ藻綱に移された。 - ヨツメモ目 Tetrasporales Lemmermann, 1915 - 単細胞または群体、鞭毛細胞に類似した細胞構造 (収縮胞、眼点など) をもつが、運動性の鞭毛を欠き (運動能を欠く鞭毛 [偽鞭毛、偽繊毛] をもつことはある)、栄養体は不動性である。寒天質に包まれたパルメラ状群体を形成するものが多い。オオヒゲマワリ目の種が不動性になったものに類似しており、またクロロコックム目との区別も明瞭ではない。 - タイプ属であるヨツメモ属 (Tetraspora) は緑藻綱 (狭義) のオオヒゲマワリ目に属することが明らかになっているため、学名としてのヨツメモ目はオオヒゲマワリ目のシノニム (同物異名) である。ヨツメモ属以外でもオオヒゲマワリ目に属するものが多いが (Asterococcus、Characiochloris、Nautococcus など)、他に緑藻綱ヨコワミドロ目に移された属 (Schizochlamys) や、カエトペルティス目に移された属 (例：Chaetopeltis、Hormotilopsis)、クロロデンドロン藻綱に移された属 (Prasinocladus) などもある。 - クロロコックム目 Chlorococcales Marchand, 1895 - 単細胞または群体、栄養体は鞭毛を欠き、上記のヨツメモ目とは異なり細胞構造は鞭毛細胞の特徴 (収縮胞、眼点など) を示さない。群体性の種では、パルメラ状群体や定数群体など群体様式は多様。遊走子を形成しないものはクロレラ目 (Chlorellales) として分けられることもあった。 - タイプ属であるクロロコックム属 (Chlorococcum) は緑藻綱 (狭義) のオオヒゲマワリ目に属することが明らかになっているため、学名としてのクロロコックム目はオオヒゲマワリ目のシノニム (同物異名) である。別の分類群に移されたものも多く、緑藻綱ヨコワミドロ目に移された属 (例：Neochloris、アミミドロ属、クンショウモ類、イカダモ類、Ankistrodesmus)、アオサ藻綱に移された属 (例：Pseudocharaciopsis)、トレボウクシア藻綱に移された属 (例：クロレラ属、Oocystis、Trebouxia、Botryococcus) などがある。 - クロロサルシナ目 (クロロサルキナ目) Chlorosarcinales Groover & Bold, 1969 - サルシナ状群体 (複数の細胞が3次元的に密着した細胞塊) を形成し、母細胞壁は娘細胞の細胞壁になる (栄養細胞分裂 desmoschisis, vegetative cell division)。クロロコックム目との区別は明瞭ではなく、これに含めることも多かった。一方で細胞分裂様式を重視してカエトフォラ目に含めることもあった。 - タイプ属であるクロロサルシナ属 (Chlorosarcina) は緑藻綱 (狭義) のオオヒゲマワリ目に属することが示されているため、学名としてのクロロサルシナ目はオオヒゲマワリ目のシノニム (同物異名) である。他にもオオヒゲマワリ目に属するものが多いが (Neochlorosarcina, Chlorosarcinopsis, Tetracystis など)、緑藻綱カエトペルティス目 (例：Floydiella)、トレボウクシア藻綱 (例：Myrmecia、Apatococcus)、アオサ藻綱 (例：Planophila, Desmochloris)、クロロキブス藻綱 (Chlorokybus) などに移された属がある。 - ヒビミドロ目 Ulotrichales Borzì, 1895 - 単核細胞からなる無分枝糸状体。接合は行わない。付着器で基物に付着しているものや、付着せずに浮遊しているものがある。特異な細胞壁をもつミクロスポラ属 (Microspora) も独立の目、ミクロスポラ目 (Microsporales) に分類されることがあった。また卵生殖を行う特異な糸状体を形成するキリンドロカプサ属 (シリンドロカプサ属、Cylindrocapsa) も独立の目、キリンドロカプサ目 (Cylindrocapsales) に分類されることがあった。 - 2020年現在の分類体系では、ヒビミドロ目はアオサ藻綱の1目とされ、ヒビミドロ属 (Ulothrix) とともに、アオサ目に分類されていたヒトエグサ属 (Monostroma) やモツレグサ目に分類されていたシリオミドロ属 (Urospora) なども含む。一方でヒビミドロ目から他の藻群に移されたものが多く、緑藻綱ヨコワミドロ目 (例：Microspora)、緑藻綱カエトフォラ目 (例：Uronema)、トレボウクシア藻綱 (例：Stichococcus、Geminella など)、クレブソルミディウム藻綱 (例：Klebsormidium など) に移された例がある。 - ヨコワミドロ目 Sphaeropleales Luerssen, 1877 - 糸状体または単細胞体であり、各細胞は多核で極めて細長い。糸状性のヨコワミドロ属 (Sphaeroplea) と単細胞性のアトラクトモルファ属 (Antractomorpha) がある。それぞれヒビミドロ目、クロロコックム目に分類されることも多かった。 - 2020年現在の分類体系では、ヨコワミドロ目は緑藻綱 (狭義) の1目とされる。クロロコックム目に分類されていたイカダモ類やクンショウモ類など多くの種もヨコワミドロ目に移されている。 - カエトフォラ目 (ケートフォラ目) Chaetophorales Wille, 1901 - 単核細胞からなる分枝糸状体。ヒビミドロ目に含めることもあった。一方でコレオケーテ属はコレオケーテ目として分けられることもあった。 - 2020年現在の分類体系では、緑藻綱 (狭義) の1目とされ、カエトフォラ属 (タマモ属、Chaetophora)、ツルギミドロ属 (Draparnaldia)、フリッチエラ属 (Fritschiella) などを含む。アオサ藻綱 (ヒビミドロ目、アオサ目、スミレモ目など) やコレオケーテ藻綱など他の分類群に移されたものも多い。 - スミレモ目 Trentepohliales Chadefaud ex Thompson & Wujek, 1997 - カエトフォラ目と同様に分枝糸状体であるが、特殊化した遊走子嚢、配偶子嚢を形成する。陸生であり、カロテノイドを多量に蓄積して赤くなるものが多い。カエトフォラ目に分類されることも多かった。 - 2020年現在では、スミレモ目はアオサ藻綱の1目とされる。その範囲は古典的な分類と大きくは変わっていない。 - サヤミドロ目 Oedogoniales Heering, 1914 - 無分枝または分枝糸状体であり、各細胞末端に特徴的な鞘状構造が存在する。卵生殖を行い、鞭毛細胞は多数の鞭毛をもつ冠鞭毛性。全て淡水生。ヒビミドロ目に分類されることも多かった。 - 2020年現在では、サヤミドロ目は緑藻綱 (狭義) の1目とされる。3属 (サヤミドロ属、ブルボカエテ属、オエドクラディア属) を含み、目の範囲は古典的な範囲と変わっていない。 - アオサ目 Ulvales Blackman & Tansley, 1902 - 細胞層からなる膜状または多列糸状の体をもつ。細胞は単核性。カワノリ類はカワノリ目として分けられることもあった。 - 2020年現在では、アオサ目はアオサ藻綱の1目とされる。ヒトエグサ属やカプサアオノリ属、トリコサルキナ属はヒビミドロ目 (アオサ藻綱)、カワノリ属などはトレボウクシア藻綱カワノリ目、スキゾメリス属は緑藻綱カエトフォラ目にそれぞれ移されている。 - モツレグサ目 Acrosiphonales Kornmann ex P.C. Silva, 1982 - 無分枝または分枝糸状体であり、単核または多核細胞からなる。葉緑体は膜状で多数の孔をもつ。多核細胞の核分裂は細胞質分裂と同調して起こる。大型の藻体は配偶体であり、単細胞嚢状の胞子体との間で世代交代を行う。 - 2020年現在では、モツレグサ目に分類されていた種はアオサ藻綱ヒビミドロ目に分類されている。 - シオグサ目 Cladophorales Haeckel, 1894 - 多核細胞からなる無分枝または分枝糸状体であり、葉緑体は多数で網状に配置する。核分裂は細胞質分裂と同調していない。 - 2020年現在では、シオグサ目はアオサ藻綱の1目とされる。ミドリゲ目とされていた種を全て含む (下記)。 - ミドリゲ目 Siphonocladales (Blackman & Tansley) Oltmanns, 1904 - 大型の多核細胞からなる多細胞であり、多核嚢状の細胞が分割細胞分裂 (1度に多数の原形質に分割する) することによって藻体が形成される。葉緑体は多数で網状に配置する。 - 2020年現在では、アオサ藻綱シオグサ目に含められている。 - カサノリ目 Dasycladales Pascher, 1931 - 主軸と輪生する側枝からなり、基本的に隔壁を欠く。発生初期は複相単核であるが、やがて減数分裂を行い単相多核となり、配偶子嚢シストを形成、配偶子を放出して同形配偶を行う。 - 2020年現在では、カサノリ目はアオサ藻綱の1目とされる。その範囲は古典的な分類と変わっていない。 - イワヅタ目 Caulerpales Feldmann, 1946 - 多核嚢状の体をもつ。ほとんどは海に生育する。クダモ目 (管状藻目；Siphonales) とよばれることも多かった (ただしこの場合ミドリゲ目やカサノリ目も含むことがあった)。またハネモ目 (Bryopsidales) やミル目 (Codiales)、ツユノイト目 (Derbesiales)、チョウチンミドロ目 (Dichotomosiphonales) に細分することもあった。 - 2020年現在ではハネモ目の名が充てられ、アオサ藻綱の1目とされる。目の範囲は上記のイワヅタ目とほとんど変わっていない。 - ホシミドロ目 Zygnematales C.E.Bessey, 1907 (接合藻 conjugating green algae) - 単細胞性または無分枝糸状体であり、アオミドロやミカヅキモなどよく知られた緑藻を含む。生活環を通じて鞭毛をもたない。栄養細胞が直接接して原形質が融合する特異な配偶子合体様式である接合を行う。緑藻綱に含めることが一般的であったが、独立綱 (ホシミドロ綱) として扱うこともあった。 - 微細構造学的研究から陸上植物に近縁な緑藻であることが示され、一時期はシャジクモ類やコレオケーテ属などとともにシャジクモ綱 (広義) に分類されていたが、2020年現在では、接合藻はホシミドロ綱として独立の綱として扱われることが多い。また2020年現在、接合藻内は、ホシミドロ目、チリモ目、スピログロエア目の3目に分けることが提唱されている (ただしこのうちホシミドロ目は側系統群である)。また接合藻 (旧ホシミドロ目) の範囲は現在でもほとんど変わっていないが、スピロタエニア属 (ネジモ属、ネジレオビ属; Spirotaenia) は他の接合藻とは縁遠く、クロロキブス属 (クロロキブス藻綱) に近縁であることが示唆されている。 - シャジクモ目 Charales Dumortier, 1829 - 節と節間の繰り返しからなる特異な多細胞体を形成し、緑藻としては例外的に複雑な生殖器官をもつ。特異な特徴を多くもつため、独立の綱とされることも多かった。また独立の門に分類されることもあった。 - 微細構造学的研究から陸上植物に近縁な緑藻であることが示され、シャジクモ綱 (車軸藻綱、シャジクモ藻綱) として独立の分類群として扱われている。特異な特徴をもつ藻群であり、古くからその範囲は変わっていない。同様に陸上植物に近縁であることが明らかとなった緑藻 (接合藻など) がシャジクモ綱に分類されたことがあるが (広義のシャジクモ綱)、このまとまりは側系統群である。 |

### 1980年代以降の分類
上記のように緑藻の分類およびその系統仮説は基本的にその体制に基づいて考えられていた。しかし1960年代から、電子顕微鏡を用いた微細構造学特徴 (鞭毛装置や細胞分裂様式) が緑藻の系統関係推定に用いられるようになった。その結果、伝統的な分類体系は緑藻の系統関係を反映したものではないと考えられるようになり、1980年代にはこのような微細構造学的特徴に基づく分類体系が受け入れられるようになった。このような分類体系では、緑藻の中に2つの大きな系統群 (緑藻植物とストレプト植物) が認識されるようになった。緑藻植物にはクラミドモナスやイカダモ、クロレラ、アオサなどが含まれ、狭義の緑藻綱、アオサ藻綱、プレウラストルム藻綱 (現在のトレボウクシア藻綱) に分けられた。ストレプト植物は陸上植物とともに、接合藻やコレオケーテ、シャジクモ類などが含まれると考えられるようになった。これら陸上植物に近縁な緑藻は広義のシャジクモ藻綱にまとめられていた。またこれら2つの系統群が分岐する頃の初期分岐群として、プラシノ藻と総称される緑藻の一群が認識されるようになり、プラシノ藻綱 (またはミクロモナス藻綱) としてまとめられるようになった。
1990年代以降の分子系統学的研究も基本的に微細構造学的特徴に基づく上記のような分類体系を支持しており (下図)、またさらに詳細な分類体系の改訂が進んでいる (下表)。上記の広義のシャジクモ藻綱やプラシノ藻綱が側系統群であることは当初から認識されていたが、分子系統学研究からもその非単系統性が確かめられた。分類体系から非単系統群を排除することが一般的になったため、2020年現在では、広義のシャジクモ藻綱やプラシノ藻綱は複数の綱に分けられるようになった。
|  | マミエラ藻綱   |
|  |                |
|  | ピラミモナス目 |
|  |                |

|  | トレボウクシア藻綱                                    |
|  |                                                       |
|  | \| \| アオサ藻綱 \| \| \| \| \| \| 緑藻綱 \| \| \| \| |
|  |                                                       |
|  | アオサ藻綱                                            |
|  |                                                       |
|  | 緑藻綱                                                |
|  |                                                       |

|  | アオサ藻綱 |
|  |            |
|  | 緑藻綱     |
|  |            |

|  | トレボウクシア藻綱                                    |
|  |                                                       |
|  | \| \| アオサ藻綱 \| \| \| \| \| \| 緑藻綱 \| \| \| \| |
|  |                                                       |
|  | アオサ藻綱                                            |
|  |                                                       |
|  | 緑藻綱                                                |
|  |                                                       |

|  | アオサ藻綱 |
|  |            |
|  | 緑藻綱     |
|  |            |

|  | マミエラ藻綱   |
|  |                |
|  | ピラミモナス目 |
|  |                |

|  | トレボウクシア藻綱                                    |
|  |                                                       |
|  | \| \| アオサ藻綱 \| \| \| \| \| \| 緑藻綱 \| \| \| \| |
|  |                                                       |
|  | アオサ藻綱                                            |
|  |                                                       |
|  | 緑藻綱                                                |
|  |                                                       |

|  | アオサ藻綱 |
|  |            |
|  | 緑藻綱     |
|  |            |

|  | トレボウクシア藻綱                                    |
|  |                                                       |
|  | \| \| アオサ藻綱 \| \| \| \| \| \| 緑藻綱 \| \| \| \| |
|  |                                                       |
|  | アオサ藻綱                                            |
|  |                                                       |
|  | 緑藻綱                                                |
|  |                                                       |

|  | アオサ藻綱 |
|  |            |
|  | 緑藻綱     |
|  |            |

|  | マミエラ藻綱   |
|  |                |
|  | ピラミモナス目 |
|  |                |

|  | トレボウクシア藻綱                                    |
|  |                                                       |
|  | \| \| アオサ藻綱 \| \| \| \| \| \| 緑藻綱 \| \| \| \| |
|  |                                                       |
|  | アオサ藻綱                                            |
|  |                                                       |
|  | 緑藻綱                                                |
|  |                                                       |

|  | アオサ藻綱 |
|  |            |
|  | 緑藻綱     |
|  |            |

|  | トレボウクシア藻綱                                    |
|  |                                                       |
|  | \| \| アオサ藻綱 \| \| \| \| \| \| 緑藻綱 \| \| \| \| |
|  |                                                       |
|  | アオサ藻綱                                            |
|  |                                                       |
|  | 緑藻綱                                                |
|  |                                                       |

|  | アオサ藻綱 |
|  |            |
|  | 緑藻綱     |
|  |            |

|  | マミエラ藻綱   |
|  |                |
|  | ピラミモナス目 |
|  |                |

|  | トレボウクシア藻綱                                    |
|  |                                                       |
|  | \| \| アオサ藻綱 \| \| \| \| \| \| 緑藻綱 \| \| \| \| |
|  |                                                       |
|  | アオサ藻綱                                            |
|  |                                                       |
|  | 緑藻綱                                                |
|  |                                                       |

|  | アオサ藻綱 |
|  |            |
|  | 緑藻綱     |
|  |            |

|  | トレボウクシア藻綱                                    |
|  |                                                       |
|  | \| \| アオサ藻綱 \| \| \| \| \| \| 緑藻綱 \| \| \| \| |
|  |                                                       |
|  | アオサ藻綱                                            |
|  |                                                       |
|  | 緑藻綱                                                |
|  |                                                       |

|  | アオサ藻綱 |
|  |            |
|  | 緑藻綱     |
|  |            |

|  | コレオケーテ藻綱                                                   |
|  |                                                                    |
|  | \| \| 接合藻 (ホシミドロ綱) \| \| \| \| \| \| 陸上植物 \| \| \| \| |
|  |                                                                    |
|  | 接合藻 (ホシミドロ綱)                                              |
|  |                                                                    |
|  | 陸上植物                                                           |
|  |                                                                    |

|  | 接合藻 (ホシミドロ綱) |
|  |                       |
|  | 陸上植物              |
|  |                       |

|  | コレオケーテ藻綱                                                   |
|  |                                                                    |
|  | \| \| 接合藻 (ホシミドロ綱) \| \| \| \| \| \| 陸上植物 \| \| \| \| |
|  |                                                                    |
|  | 接合藻 (ホシミドロ綱)                                              |
|  |                                                                    |
|  | 陸上植物                                                           |
|  |                                                                    |

|  | 接合藻 (ホシミドロ綱) |
|  |                       |
|  | 陸上植物              |
|  |                       |

|  | コレオケーテ藻綱                                                   |
|  |                                                                    |
|  | \| \| 接合藻 (ホシミドロ綱) \| \| \| \| \| \| 陸上植物 \| \| \| \| |
|  |                                                                    |
|  | 接合藻 (ホシミドロ綱)                                              |
|  |                                                                    |
|  | 陸上植物                                                           |
|  |                                                                    |

|  | 接合藻 (ホシミドロ綱) |
|  |                       |
|  | 陸上植物              |
|  |                       |

|  | コレオケーテ藻綱                                                   |
|  |                                                                    |
|  | \| \| 接合藻 (ホシミドロ綱) \| \| \| \| \| \| 陸上植物 \| \| \| \| |
|  |                                                                    |
|  | 接合藻 (ホシミドロ綱)                                              |
|  |                                                                    |
|  | 陸上植物                                                           |
|  |                                                                    |

|  | 接合藻 (ホシミドロ綱) |
|  |                       |
|  | 陸上植物              |
|  |                       |

|  | コレオケーテ藻綱                                                   |
|  |                                                                    |
|  | \| \| 接合藻 (ホシミドロ綱) \| \| \| \| \| \| 陸上植物 \| \| \| \| |
|  |                                                                    |
|  | 接合藻 (ホシミドロ綱)                                              |
|  |                                                                    |
|  | 陸上植物                                                           |
|  |                                                                    |

|  | 接合藻 (ホシミドロ綱) |
|  |                       |
|  | 陸上植物              |
|  |                       |

|  | コレオケーテ藻綱                                                   |
|  |                                                                    |
|  | \| \| 接合藻 (ホシミドロ綱) \| \| \| \| \| \| 陸上植物 \| \| \| \| |
|  |                                                                    |
|  | 接合藻 (ホシミドロ綱)                                              |
|  |                                                                    |
|  | 陸上植物                                                           |
|  |                                                                    |

|  | 接合藻 (ホシミドロ綱) |
|  |                       |
|  | 陸上植物              |
|  |                       |

|  | コレオケーテ藻綱                                                   |
|  |                                                                    |
|  | \| \| 接合藻 (ホシミドロ綱) \| \| \| \| \| \| 陸上植物 \| \| \| \| |
|  |                                                                    |
|  | 接合藻 (ホシミドロ綱)                                              |
|  |                                                                    |
|  | 陸上植物                                                           |
|  |                                                                    |

|  | 接合藻 (ホシミドロ綱) |
|  |                       |
|  | 陸上植物              |
|  |                       |

|  | コレオケーテ藻綱                                                   |
|  |                                                                    |
|  | \| \| 接合藻 (ホシミドロ綱) \| \| \| \| \| \| 陸上植物 \| \| \| \| |
|  |                                                                    |
|  | 接合藻 (ホシミドロ綱)                                              |
|  |                                                                    |
|  | 陸上植物                                                           |
|  |                                                                    |

|  | 接合藻 (ホシミドロ綱) |
|  |                       |
|  | 陸上植物              |
|  |                       |

|  | マミエラ藻綱   |
|  |                |
|  | ピラミモナス目 |
|  |                |

|  | トレボウクシア藻綱                                    |
|  |                                                       |
|  | \| \| アオサ藻綱 \| \| \| \| \| \| 緑藻綱 \| \| \| \| |
|  |                                                       |
|  | アオサ藻綱                                            |
|  |                                                       |
|  | 緑藻綱                                                |
|  |                                                       |

|  | アオサ藻綱 |
|  |            |
|  | 緑藻綱     |
|  |            |

|  | トレボウクシア藻綱                                    |
|  |                                                       |
|  | \| \| アオサ藻綱 \| \| \| \| \| \| 緑藻綱 \| \| \| \| |
|  |                                                       |
|  | アオサ藻綱                                            |
|  |                                                       |
|  | 緑藻綱                                                |
|  |                                                       |

|  | アオサ藻綱 |
|  |            |
|  | 緑藻綱     |
|  |            |

|  | マミエラ藻綱   |
|  |                |
|  | ピラミモナス目 |
|  |                |

|  | トレボウクシア藻綱                                    |
|  |                                                       |
|  | \| \| アオサ藻綱 \| \| \| \| \| \| 緑藻綱 \| \| \| \| |
|  |                                                       |
|  | アオサ藻綱                                            |
|  |                                                       |
|  | 緑藻綱                                                |
|  |                                                       |

|  | アオサ藻綱 |
|  |            |
|  | 緑藻綱     |
|  |            |

|  | トレボウクシア藻綱                                    |
|  |                                                       |
|  | \| \| アオサ藻綱 \| \| \| \| \| \| 緑藻綱 \| \| \| \| |
|  |                                                       |
|  | アオサ藻綱                                            |
|  |                                                       |
|  | 緑藻綱                                                |
|  |                                                       |

|  | アオサ藻綱 |
|  |            |
|  | 緑藻綱     |
|  |            |

|  | マミエラ藻綱   |
|  |                |
|  | ピラミモナス目 |
|  |                |

|  | トレボウクシア藻綱                                    |
|  |                                                       |
|  | \| \| アオサ藻綱 \| \| \| \| \| \| 緑藻綱 \| \| \| \| |
|  |                                                       |
|  | アオサ藻綱                                            |
|  |                                                       |
|  | 緑藻綱                                                |
|  |                                                       |

|  | アオサ藻綱 |
|  |            |
|  | 緑藻綱     |
|  |            |

|  | トレボウクシア藻綱                                    |
|  |                                                       |
|  | \| \| アオサ藻綱 \| \| \| \| \| \| 緑藻綱 \| \| \| \| |
|  |                                                       |
|  | アオサ藻綱                                            |
|  |                                                       |
|  | 緑藻綱                                                |
|  |                                                       |

|  | アオサ藻綱 |
|  |            |
|  | 緑藻綱     |
|  |            |

|  | マミエラ藻綱   |
|  |                |
|  | ピラミモナス目 |
|  |                |

|  | トレボウクシア藻綱                                    |
|  |                                                       |
|  | \| \| アオサ藻綱 \| \| \| \| \| \| 緑藻綱 \| \| \| \| |
|  |                                                       |
|  | アオサ藻綱                                            |
|  |                                                       |
|  | 緑藻綱                                                |
|  |                                                       |

|  | アオサ藻綱 |
|  |            |
|  | 緑藻綱     |
|  |            |

|  | トレボウクシア藻綱                                    |
|  |                                                       |
|  | \| \| アオサ藻綱 \| \| \| \| \| \| 緑藻綱 \| \| \| \| |
|  |                                                       |
|  | アオサ藻綱                                            |
|  |                                                       |
|  | 緑藻綱                                                |
|  |                                                       |

|  | アオサ藻綱 |
|  |            |
|  | 緑藻綱     |
|  |            |

|  | コレオケーテ藻綱                                                   |
|  |                                                                    |
|  | \| \| 接合藻 (ホシミドロ綱) \| \| \| \| \| \| 陸上植物 \| \| \| \| |
|  |                                                                    |
|  | 接合藻 (ホシミドロ綱)                                              |
|  |                                                                    |
|  | 陸上植物                                                           |
|  |                                                                    |

|  | 接合藻 (ホシミドロ綱) |
|  |                       |
|  | 陸上植物              |
|  |                       |

|  | コレオケーテ藻綱                                                   |
|  |                                                                    |
|  | \| \| 接合藻 (ホシミドロ綱) \| \| \| \| \| \| 陸上植物 \| \| \| \| |
|  |                                                                    |
|  | 接合藻 (ホシミドロ綱)                                              |
|  |                                                                    |
|  | 陸上植物                                                           |
|  |                                                                    |

|  | 接合藻 (ホシミドロ綱) |
|  |                       |
|  | 陸上植物              |
|  |                       |

|  | コレオケーテ藻綱                                                   |
|  |                                                                    |
|  | \| \| 接合藻 (ホシミドロ綱) \| \| \| \| \| \| 陸上植物 \| \| \| \| |
|  |                                                                    |
|  | 接合藻 (ホシミドロ綱)                                              |
|  |                                                                    |
|  | 陸上植物                                                           |
|  |                                                                    |

|  | 接合藻 (ホシミドロ綱) |
|  |                       |
|  | 陸上植物              |
|  |                       |

|  | コレオケーテ藻綱                                                   |
|  |                                                                    |
|  | \| \| 接合藻 (ホシミドロ綱) \| \| \| \| \| \| 陸上植物 \| \| \| \| |
|  |                                                                    |
|  | 接合藻 (ホシミドロ綱)                                              |
|  |                                                                    |
|  | 陸上植物                                                           |
|  |                                                                    |

|  | 接合藻 (ホシミドロ綱) |
|  |                       |
|  | 陸上植物              |
|  |                       |

|  | コレオケーテ藻綱                                                   |
|  |                                                                    |
|  | \| \| 接合藻 (ホシミドロ綱) \| \| \| \| \| \| 陸上植物 \| \| \| \| |
|  |                                                                    |
|  | 接合藻 (ホシミドロ綱)                                              |
|  |                                                                    |
|  | 陸上植物                                                           |
|  |                                                                    |

|  | 接合藻 (ホシミドロ綱) |
|  |                       |
|  | 陸上植物              |
|  |                       |

|  | コレオケーテ藻綱                                                   |
|  |                                                                    |
|  | \| \| 接合藻 (ホシミドロ綱) \| \| \| \| \| \| 陸上植物 \| \| \| \| |
|  |                                                                    |
|  | 接合藻 (ホシミドロ綱)                                              |
|  |                                                                    |
|  | 陸上植物                                                           |
|  |                                                                    |

|  | 接合藻 (ホシミドロ綱) |
|  |                       |
|  | 陸上植物              |
|  |                       |

|  | コレオケーテ藻綱                                                   |
|  |                                                                    |
|  | \| \| 接合藻 (ホシミドロ綱) \| \| \| \| \| \| 陸上植物 \| \| \| \| |
|  |                                                                    |
|  | 接合藻 (ホシミドロ綱)                                              |
|  |                                                                    |
|  | 陸上植物                                                           |
|  |                                                                    |

|  | 接合藻 (ホシミドロ綱) |
|  |                       |
|  | 陸上植物              |
|  |                       |

|  | コレオケーテ藻綱                                                   |
|  |                                                                    |
|  | \| \| 接合藻 (ホシミドロ綱) \| \| \| \| \| \| 陸上植物 \| \| \| \| |
|  |                                                                    |
|  | 接合藻 (ホシミドロ綱)                                              |
|  |                                                                    |
|  | 陸上植物                                                           |
|  |                                                                    |

|  | 接合藻 (ホシミドロ綱) |
|  |                       |
|  | 陸上植物              |
|  |                       |

|  | マミエラ藻綱   |
|  |                |
|  | ピラミモナス目 |
|  |                |

|  | トレボウクシア藻綱                                    |
|  |                                                       |
|  | \| \| アオサ藻綱 \| \| \| \| \| \| 緑藻綱 \| \| \| \| |
|  |                                                       |
|  | アオサ藻綱                                            |
|  |                                                       |
|  | 緑藻綱                                                |
|  |                                                       |

|  | アオサ藻綱 |
|  |            |
|  | 緑藻綱     |
|  |            |

|  | トレボウクシア藻綱                                    |
|  |                                                       |
|  | \| \| アオサ藻綱 \| \| \| \| \| \| 緑藻綱 \| \| \| \| |
|  |                                                       |
|  | アオサ藻綱                                            |
|  |                                                       |
|  | 緑藻綱                                                |
|  |                                                       |

|  | アオサ藻綱 |
|  |            |
|  | 緑藻綱     |
|  |            |

|  | マミエラ藻綱   |
|  |                |
|  | ピラミモナス目 |
|  |                |

|  | トレボウクシア藻綱                                    |
|  |                                                       |
|  | \| \| アオサ藻綱 \| \| \| \| \| \| 緑藻綱 \| \| \| \| |
|  |                                                       |
|  | アオサ藻綱                                            |
|  |                                                       |
|  | 緑藻綱                                                |
|  |                                                       |

|  | アオサ藻綱 |
|  |            |
|  | 緑藻綱     |
|  |            |

|  | トレボウクシア藻綱                                    |
|  |                                                       |
|  | \| \| アオサ藻綱 \| \| \| \| \| \| 緑藻綱 \| \| \| \| |
|  |                                                       |
|  | アオサ藻綱                                            |
|  |                                                       |
|  | 緑藻綱                                                |
|  |                                                       |

|  | アオサ藻綱 |
|  |            |
|  | 緑藻綱     |
|  |            |

|  | マミエラ藻綱   |
|  |                |
|  | ピラミモナス目 |
|  |                |

|  | トレボウクシア藻綱                                    |
|  |                                                       |
|  | \| \| アオサ藻綱 \| \| \| \| \| \| 緑藻綱 \| \| \| \| |
|  |                                                       |
|  | アオサ藻綱                                            |
|  |                                                       |
|  | 緑藻綱                                                |
|  |                                                       |

|  | アオサ藻綱 |
|  |            |
|  | 緑藻綱     |
|  |            |

|  | トレボウクシア藻綱                                    |
|  |                                                       |
|  | \| \| アオサ藻綱 \| \| \| \| \| \| 緑藻綱 \| \| \| \| |
|  |                                                       |
|  | アオサ藻綱                                            |
|  |                                                       |
|  | 緑藻綱                                                |
|  |                                                       |

|  | アオサ藻綱 |
|  |            |
|  | 緑藻綱     |
|  |            |

|  | マミエラ藻綱   |
|  |                |
|  | ピラミモナス目 |
|  |                |

|  | トレボウクシア藻綱                                    |
|  |                                                       |
|  | \| \| アオサ藻綱 \| \| \| \| \| \| 緑藻綱 \| \| \| \| |
|  |                                                       |
|  | アオサ藻綱                                            |
|  |                                                       |
|  | 緑藻綱                                                |
|  |                                                       |

|  | アオサ藻綱 |
|  |            |
|  | 緑藻綱     |
|  |            |

|  | トレボウクシア藻綱                                    |
|  |                                                       |
|  | \| \| アオサ藻綱 \| \| \| \| \| \| 緑藻綱 \| \| \| \| |
|  |                                                       |
|  | アオサ藻綱                                            |
|  |                                                       |
|  | 緑藻綱                                                |
|  |                                                       |

|  | アオサ藻綱 |
|  |            |
|  | 緑藻綱     |
|  |            |

|  | コレオケーテ藻綱                                                   |
|  |                                                                    |
|  | \| \| 接合藻 (ホシミドロ綱) \| \| \| \| \| \| 陸上植物 \| \| \| \| |
|  |                                                                    |
|  | 接合藻 (ホシミドロ綱)                                              |
|  |                                                                    |
|  | 陸上植物                                                           |
|  |                                                                    |

|  | 接合藻 (ホシミドロ綱) |
|  |                       |
|  | 陸上植物              |
|  |                       |

|  | コレオケーテ藻綱                                                   |
|  |                                                                    |
|  | \| \| 接合藻 (ホシミドロ綱) \| \| \| \| \| \| 陸上植物 \| \| \| \| |
|  |                                                                    |
|  | 接合藻 (ホシミドロ綱)                                              |
|  |                                                                    |
|  | 陸上植物                                                           |
|  |                                                                    |

|  | 接合藻 (ホシミドロ綱) |
|  |                       |
|  | 陸上植物              |
|  |                       |

|  | コレオケーテ藻綱                                                   |
|  |                                                                    |
|  | \| \| 接合藻 (ホシミドロ綱) \| \| \| \| \| \| 陸上植物 \| \| \| \| |
|  |                                                                    |
|  | 接合藻 (ホシミドロ綱)                                              |
|  |                                                                    |
|  | 陸上植物                                                           |
|  |                                                                    |

|  | 接合藻 (ホシミドロ綱) |
|  |                       |
|  | 陸上植物              |
|  |                       |

|  | コレオケーテ藻綱                                                   |
|  |                                                                    |
|  | \| \| 接合藻 (ホシミドロ綱) \| \| \| \| \| \| 陸上植物 \| \| \| \| |
|  |                                                                    |
|  | 接合藻 (ホシミドロ綱)                                              |
|  |                                                                    |
|  | 陸上植物                                                           |
|  |                                                                    |

|  | 接合藻 (ホシミドロ綱) |
|  |                       |
|  | 陸上植物              |
|  |                       |

|  | コレオケーテ藻綱                                                   |
|  |                                                                    |
|  | \| \| 接合藻 (ホシミドロ綱) \| \| \| \| \| \| 陸上植物 \| \| \| \| |
|  |                                                                    |
|  | 接合藻 (ホシミドロ綱)                                              |
|  |                                                                    |
|  | 陸上植物                                                           |
|  |                                                                    |

|  | 接合藻 (ホシミドロ綱) |
|  |                       |
|  | 陸上植物              |
|  |                       |

|  | コレオケーテ藻綱                                                   |
|  |                                                                    |
|  | \| \| 接合藻 (ホシミドロ綱) \| \| \| \| \| \| 陸上植物 \| \| \| \| |
|  |                                                                    |
|  | 接合藻 (ホシミドロ綱)                                              |
|  |                                                                    |
|  | 陸上植物                                                           |
|  |                                                                    |

|  | 接合藻 (ホシミドロ綱) |
|  |                       |
|  | 陸上植物              |
|  |                       |

|  | コレオケーテ藻綱                                                   |
|  |                                                                    |
|  | \| \| 接合藻 (ホシミドロ綱) \| \| \| \| \| \| 陸上植物 \| \| \| \| |
|  |                                                                    |
|  | 接合藻 (ホシミドロ綱)                                              |
|  |                                                                    |
|  | 陸上植物                                                           |
|  |                                                                    |

|  | 接合藻 (ホシミドロ綱) |
|  |                       |
|  | 陸上植物              |
|  |                       |

|  | コレオケーテ藻綱                                                   |
|  |                                                                    |
|  | \| \| 接合藻 (ホシミドロ綱) \| \| \| \| \| \| 陸上植物 \| \| \| \| |
|  |                                                                    |
|  | 接合藻 (ホシミドロ綱)                                              |
|  |                                                                    |
|  | 陸上植物                                                           |
|  |                                                                    |

|  | 接合藻 (ホシミドロ綱) |
|  |                       |
|  | 陸上植物              |
|  |                       |

|  | マミエラ藻綱   |
|  |                |
|  | ピラミモナス目 |
|  |                |

|  | トレボウクシア藻綱                                    |
|  |                                                       |
|  | \| \| アオサ藻綱 \| \| \| \| \| \| 緑藻綱 \| \| \| \| |
|  |                                                       |
|  | アオサ藻綱                                            |
|  |                                                       |
|  | 緑藻綱                                                |
|  |                                                       |

|  | アオサ藻綱 |
|  |            |
|  | 緑藻綱     |
|  |            |

|  | トレボウクシア藻綱                                    |
|  |                                                       |
|  | \| \| アオサ藻綱 \| \| \| \| \| \| 緑藻綱 \| \| \| \| |
|  |                                                       |
|  | アオサ藻綱                                            |
|  |                                                       |
|  | 緑藻綱                                                |
|  |                                                       |

|  | アオサ藻綱 |
|  |            |
|  | 緑藻綱     |
|  |            |

|  | マミエラ藻綱   |
|  |                |
|  | ピラミモナス目 |
|  |                |

|  | トレボウクシア藻綱                                    |
|  |                                                       |
|  | \| \| アオサ藻綱 \| \| \| \| \| \| 緑藻綱 \| \| \| \| |
|  |                                                       |
|  | アオサ藻綱                                            |
|  |                                                       |
|  | 緑藻綱                                                |
|  |                                                       |

|  | アオサ藻綱 |
|  |            |
|  | 緑藻綱     |
|  |            |

|  | トレボウクシア藻綱                                    |
|  |                                                       |
|  | \| \| アオサ藻綱 \| \| \| \| \| \| 緑藻綱 \| \| \| \| |
|  |                                                       |
|  | アオサ藻綱                                            |
|  |                                                       |
|  | 緑藻綱                                                |
|  |                                                       |

|  | アオサ藻綱 |
|  |            |
|  | 緑藻綱     |
|  |            |

|  | マミエラ藻綱   |
|  |                |
|  | ピラミモナス目 |
|  |                |

|  | トレボウクシア藻綱                                    |
|  |                                                       |
|  | \| \| アオサ藻綱 \| \| \| \| \| \| 緑藻綱 \| \| \| \| |
|  |                                                       |
|  | アオサ藻綱                                            |
|  |                                                       |
|  | 緑藻綱                                                |
|  |                                                       |

|  | アオサ藻綱 |
|  |            |
|  | 緑藻綱     |
|  |            |

|  | トレボウクシア藻綱                                    |
|  |                                                       |
|  | \| \| アオサ藻綱 \| \| \| \| \| \| 緑藻綱 \| \| \| \| |
|  |                                                       |
|  | アオサ藻綱                                            |
|  |                                                       |
|  | 緑藻綱                                                |
|  |                                                       |

|  | アオサ藻綱 |
|  |            |
|  | 緑藻綱     |
|  |            |

|  | マミエラ藻綱   |
|  |                |
|  | ピラミモナス目 |
|  |                |

|  | トレボウクシア藻綱                                    |
|  |                                                       |
|  | \| \| アオサ藻綱 \| \| \| \| \| \| 緑藻綱 \| \| \| \| |
|  |                                                       |
|  | アオサ藻綱                                            |
|  |                                                       |
|  | 緑藻綱                                                |
|  |                                                       |

|  | アオサ藻綱 |
|  |            |
|  | 緑藻綱     |
|  |            |

|  | トレボウクシア藻綱                                    |
|  |                                                       |
|  | \| \| アオサ藻綱 \| \| \| \| \| \| 緑藻綱 \| \| \| \| |
|  |                                                       |
|  | アオサ藻綱                                            |
|  |                                                       |
|  | 緑藻綱                                                |
|  |                                                       |

|  | アオサ藻綱 |
|  |            |
|  | 緑藻綱     |
|  |            |

|  | コレオケーテ藻綱                                                   |
|  |                                                                    |
|  | \| \| 接合藻 (ホシミドロ綱) \| \| \| \| \| \| 陸上植物 \| \| \| \| |
|  |                                                                    |
|  | 接合藻 (ホシミドロ綱)                                              |
|  |                                                                    |
|  | 陸上植物                                                           |
|  |                                                                    |

|  | 接合藻 (ホシミドロ綱) |
|  |                       |
|  | 陸上植物              |
|  |                       |

|  | コレオケーテ藻綱                                                   |
|  |                                                                    |
|  | \| \| 接合藻 (ホシミドロ綱) \| \| \| \| \| \| 陸上植物 \| \| \| \| |
|  |                                                                    |
|  | 接合藻 (ホシミドロ綱)                                              |
|  |                                                                    |
|  | 陸上植物                                                           |
|  |                                                                    |

|  | 接合藻 (ホシミドロ綱) |
|  |                       |
|  | 陸上植物              |
|  |                       |

|  | コレオケーテ藻綱                                                   |
|  |                                                                    |
|  | \| \| 接合藻 (ホシミドロ綱) \| \| \| \| \| \| 陸上植物 \| \| \| \| |
|  |                                                                    |
|  | 接合藻 (ホシミドロ綱)                                              |
|  |                                                                    |
|  | 陸上植物                                                           |
|  |                                                                    |

|  | 接合藻 (ホシミドロ綱) |
|  |                       |
|  | 陸上植物              |
|  |                       |

|  | コレオケーテ藻綱                                                   |
|  |                                                                    |
|  | \| \| 接合藻 (ホシミドロ綱) \| \| \| \| \| \| 陸上植物 \| \| \| \| |
|  |                                                                    |
|  | 接合藻 (ホシミドロ綱)                                              |
|  |                                                                    |
|  | 陸上植物                                                           |
|  |                                                                    |

|  | 接合藻 (ホシミドロ綱) |
|  |                       |
|  | 陸上植物              |
|  |                       |

|  | コレオケーテ藻綱                                                   |
|  |                                                                    |
|  | \| \| 接合藻 (ホシミドロ綱) \| \| \| \| \| \| 陸上植物 \| \| \| \| |
|  |                                                                    |
|  | 接合藻 (ホシミドロ綱)                                              |
|  |                                                                    |
|  | 陸上植物                                                           |
|  |                                                                    |

|  | 接合藻 (ホシミドロ綱) |
|  |                       |
|  | 陸上植物              |
|  |                       |

|  | コレオケーテ藻綱                                                   |
|  |                                                                    |
|  | \| \| 接合藻 (ホシミドロ綱) \| \| \| \| \| \| 陸上植物 \| \| \| \| |
|  |                                                                    |
|  | 接合藻 (ホシミドロ綱)                                              |
|  |                                                                    |
|  | 陸上植物                                                           |
|  |                                                                    |

|  | 接合藻 (ホシミドロ綱) |
|  |                       |
|  | 陸上植物              |
|  |                       |

|  | コレオケーテ藻綱                                                   |
|  |                                                                    |
|  | \| \| 接合藻 (ホシミドロ綱) \| \| \| \| \| \| 陸上植物 \| \| \| \| |
|  |                                                                    |
|  | 接合藻 (ホシミドロ綱)                                              |
|  |                                                                    |
|  | 陸上植物                                                           |
|  |                                                                    |

|  | 接合藻 (ホシミドロ綱) |
|  |                       |
|  | 陸上植物              |
|  |                       |

|  | コレオケーテ藻綱                                                   |
|  |                                                                    |
|  | \| \| 接合藻 (ホシミドロ綱) \| \| \| \| \| \| 陸上植物 \| \| \| \| |
|  |                                                                    |
|  | 接合藻 (ホシミドロ綱)                                              |
|  |                                                                    |
|  | 陸上植物                                                           |
|  |                                                                    |

|  | 接合藻 (ホシミドロ綱) |
|  |                       |
|  | 陸上植物              |
|  |                       |

| 2020年現在の緑藻の分類体系の1例 - 緑色植物亜界 Viridiplantae Cavalier-Smith, 1981 - 緑藻植物下界 Chlorophyta Cavalier-Smith, 1993 - 緑藻植物門 Chlorophyta Reichenbach, 1834 - マミエラ藻綱 Mamiellophyceae Marin & Melkonian, 2010 - ネフロセルミス藻綱 Nephroselmidophyceae Cavalier-Smith, 1993 - クロロピコン藻綱 Chloropicophyceae Lopes dos Santos & Eikrem in Lopes dos Santos et al., 2017 - ピコキスティス藻綱 Picocystophyceae Eikrem & Lopes dos Santos in Lopes dos Santos et al., 2017 - ペディノ藻綱 Pedinophyceae Moestrup, 1991 - クロロデンドロン藻綱 Chlorodendrophyceae Massjuk, 2006 - トレボウクシア藻綱 Trebouxiophyceae Friedl, 1995 - アオサ藻綱 Ulvophyceae K.R.Mattox & K.D.Stewart, 1984 - 緑藻綱 Chlorophyceae Wille in Warming, 1884 - 所属不明 Incertae sedis - ピラミモナス目 Pyramimonadales Chadefaud, 1950 - プセウドスコウルフィエルディア目 Pseudoscourfieldiales Melkonian, 1990 - スコウルフィエルディア目 Scourfieldiales Moestrup, 1991 - ストレプト植物下界 Streptophyta Cavalier-Smith in Lewin, 1993 - メソスティグマ藻綱 Mesostigmatophyceae Marin & Melkonian, 2010 - クロロキブス藻綱 Chlorokybophyceae K.Bremer, 1985 (非正式名) - クレブソルミディウム藻綱 Klebsormidiophyceae C.Hoek, D.G.Mann & H.M.Jahns, 1995 - シャジクモ綱 Charophyceae Rabenhorst, 1863 (狭義) - コレオケーテ藻綱 Coleochaetophyceae C.Jeffrey, 1982 - ホシミドロ綱 Zygnematophyceae Round ex Guiry, 2013 (接合藻綱 Conjugatophyceae Engler, 1892) - (陸上植物 embryophytes) - 下界所属不明 - パルモフィルム藻綱 Palmophyllophyceae Leliaert et al., 2016 |

## ギャラリー

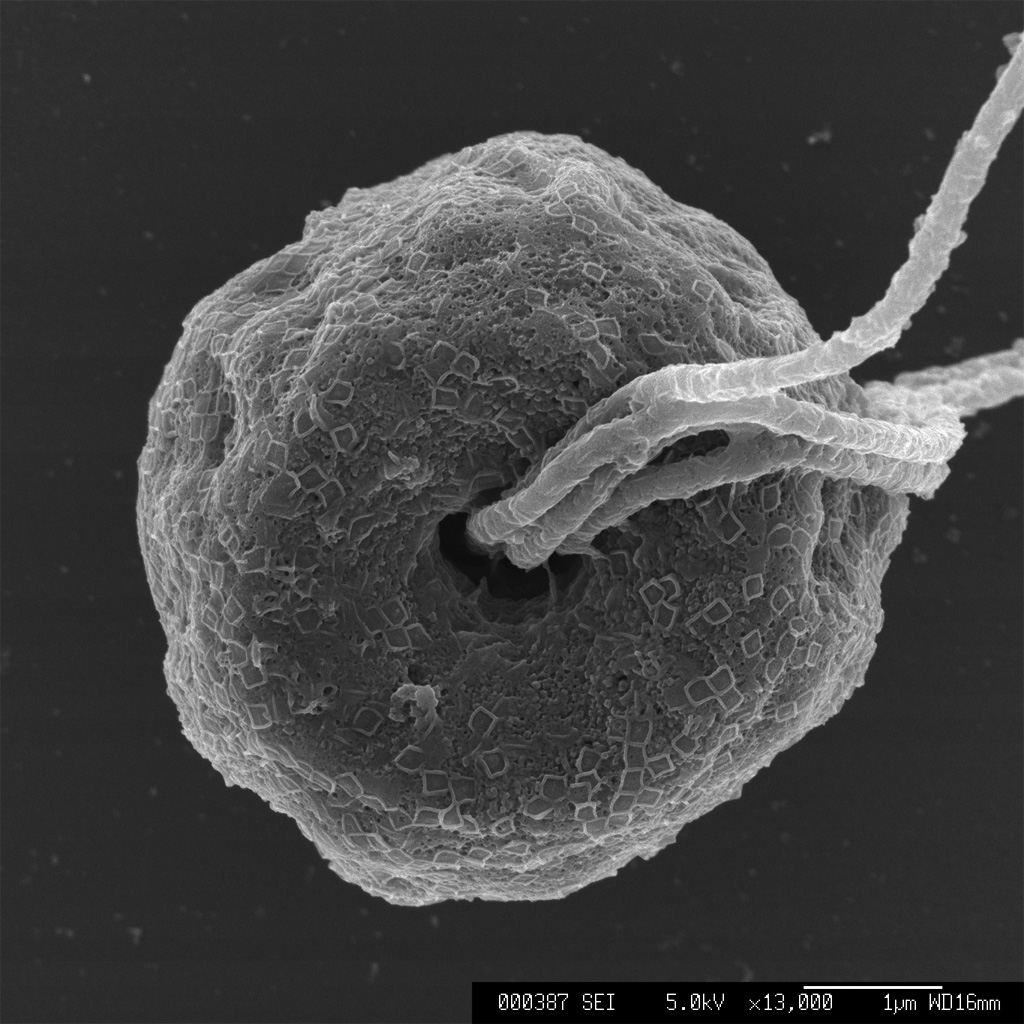
Pyramimonas (プラシノ藻) の走査型電子顕微鏡像
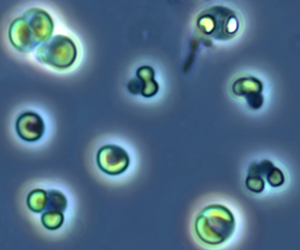
Picocystis (ピコキスティス藻綱)
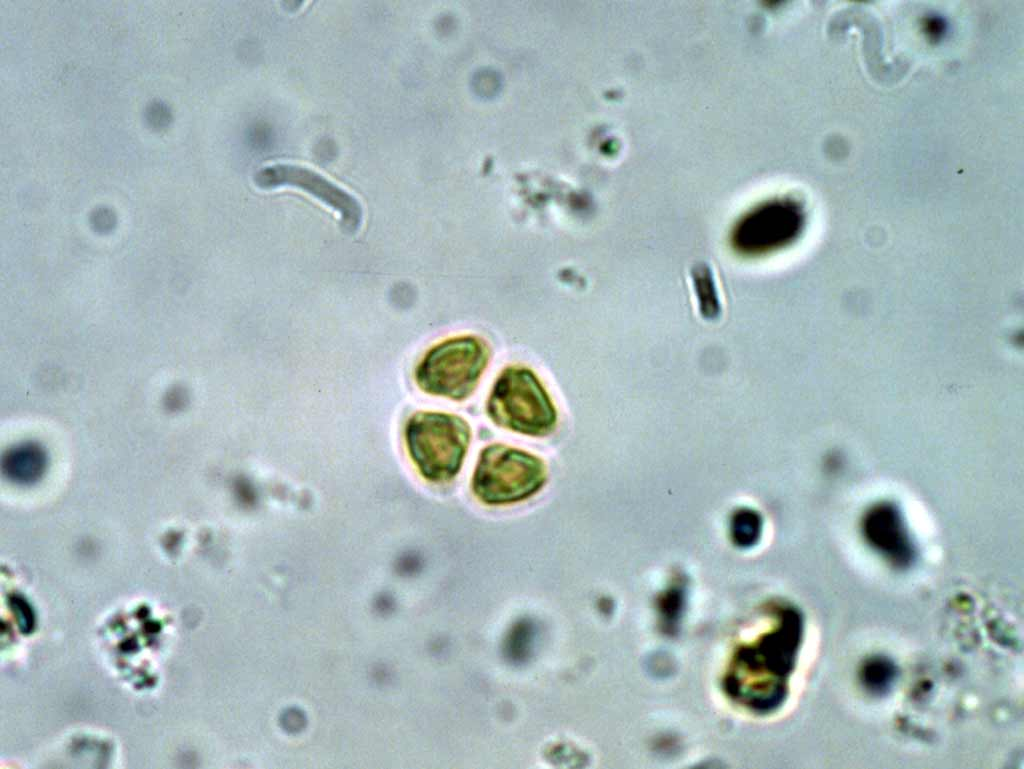
Tetrastrum (トレボウクシア藻綱)
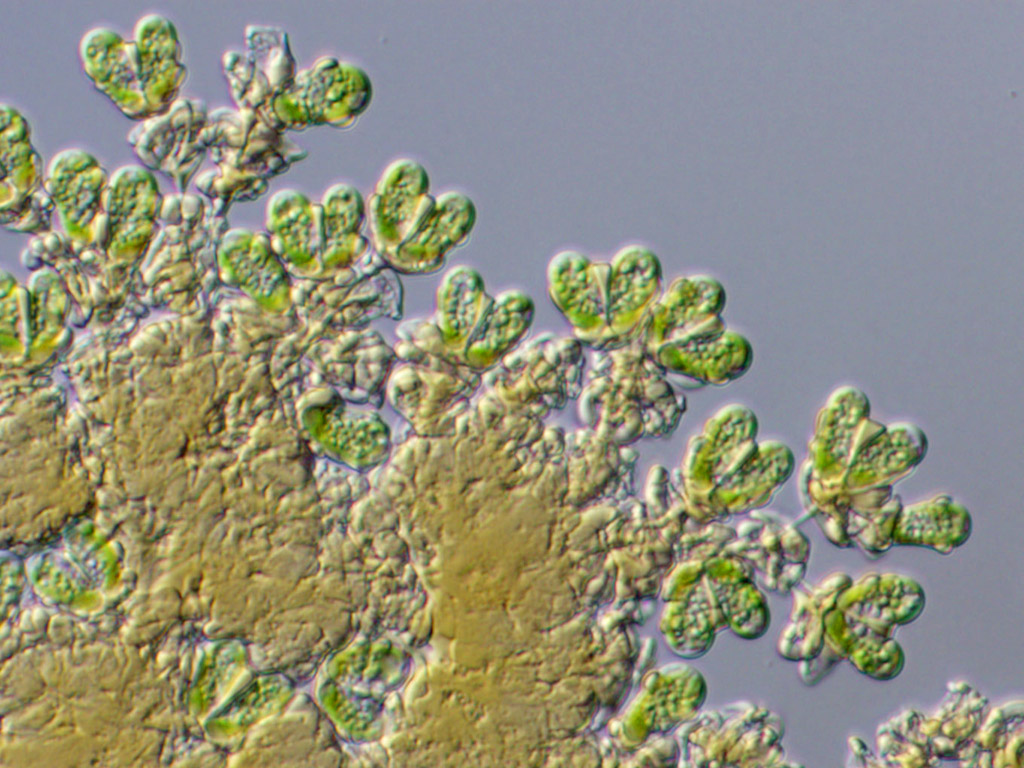
Botryococcus (トレボウクシア藻綱)
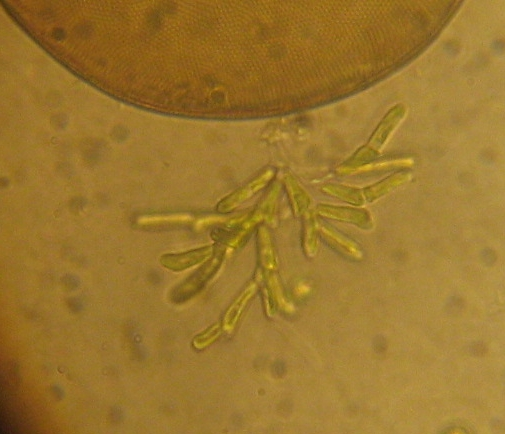
Microthamnion (トレボウクシア藻綱)
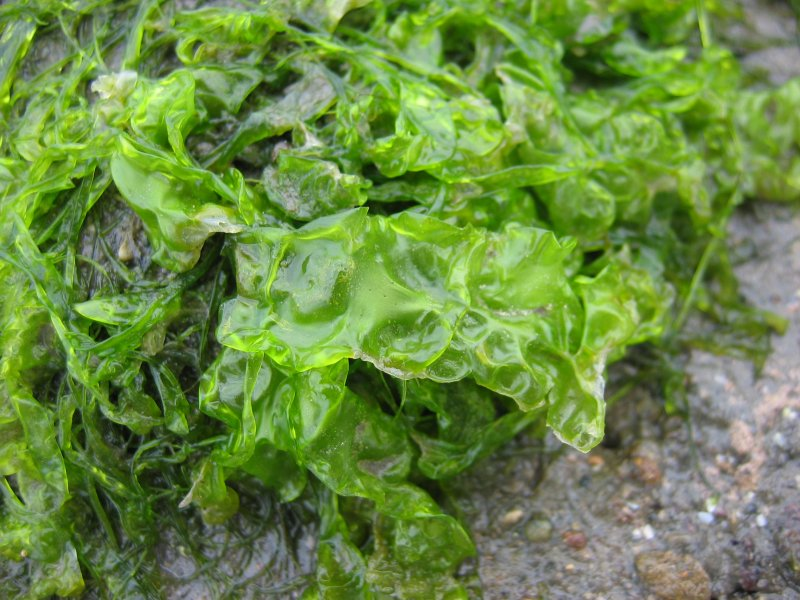
アオサ属 (アオサ藻綱)
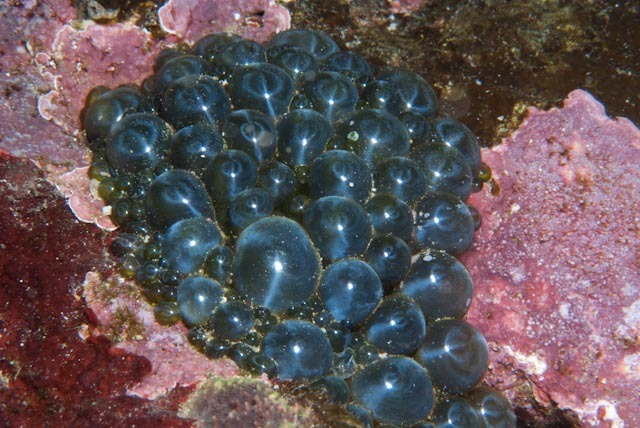
バロニア属 (アオサ藻綱)
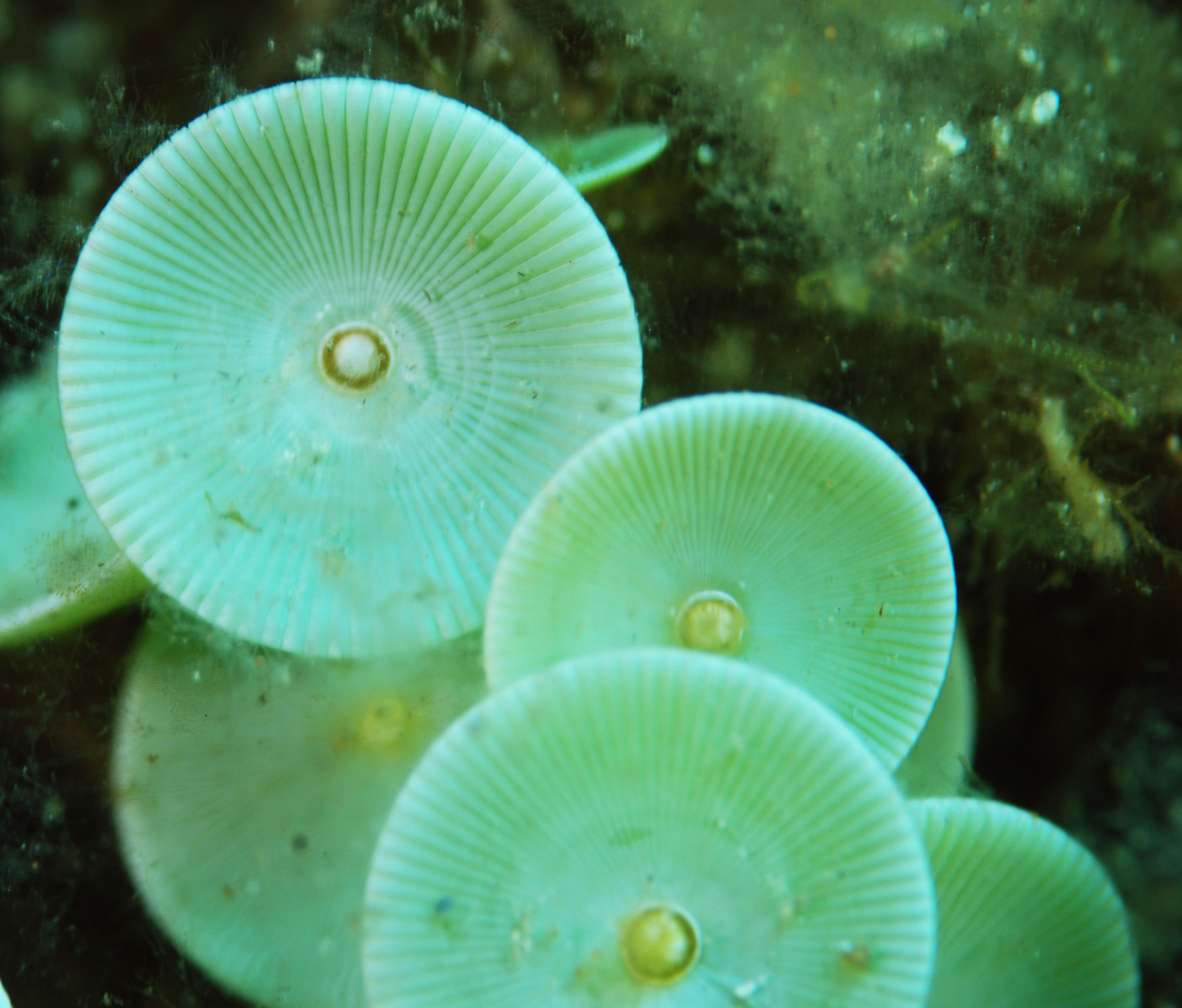
カサノリ属 (アオサ藻綱)
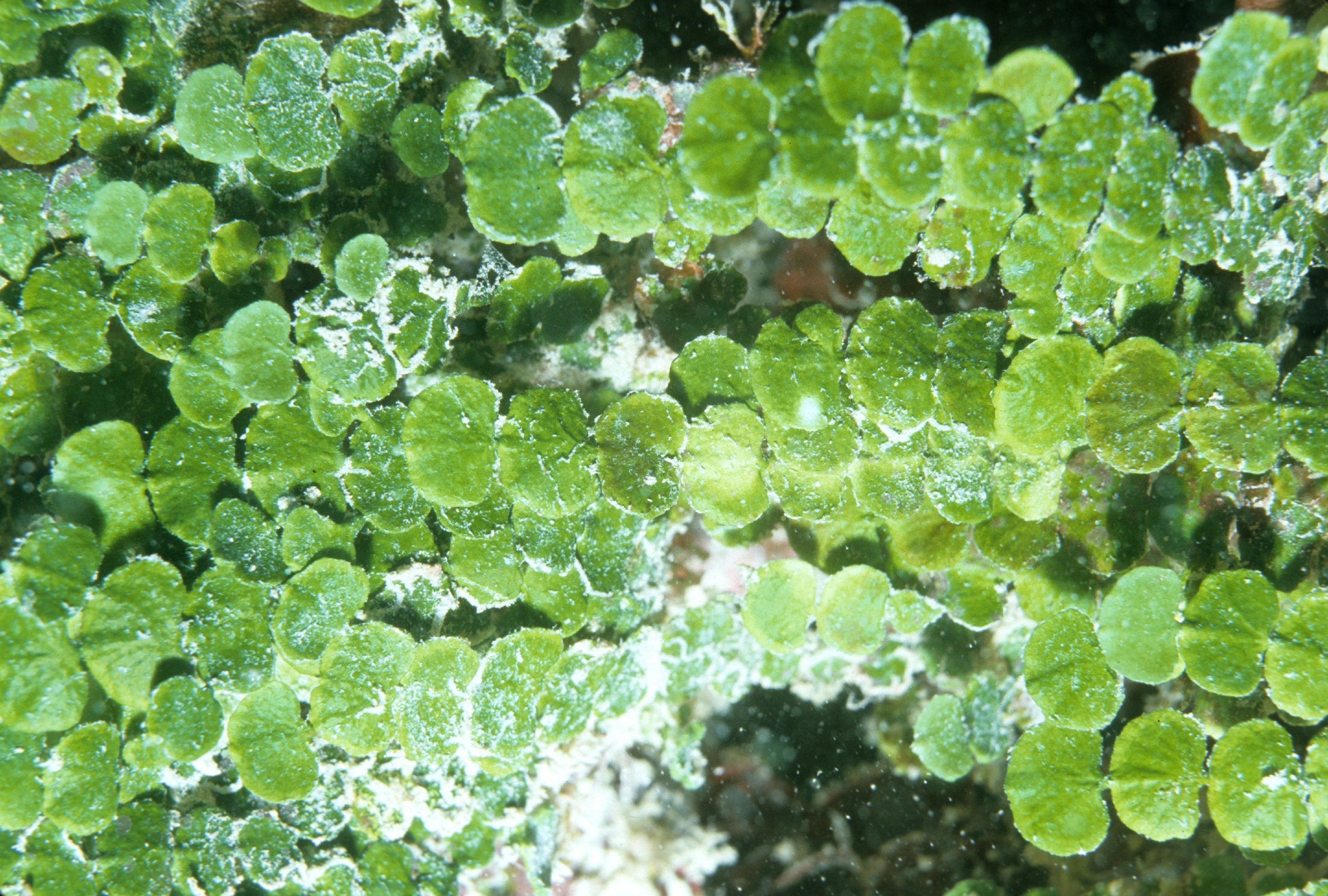
サボテングサ属 (アオサ藻綱)
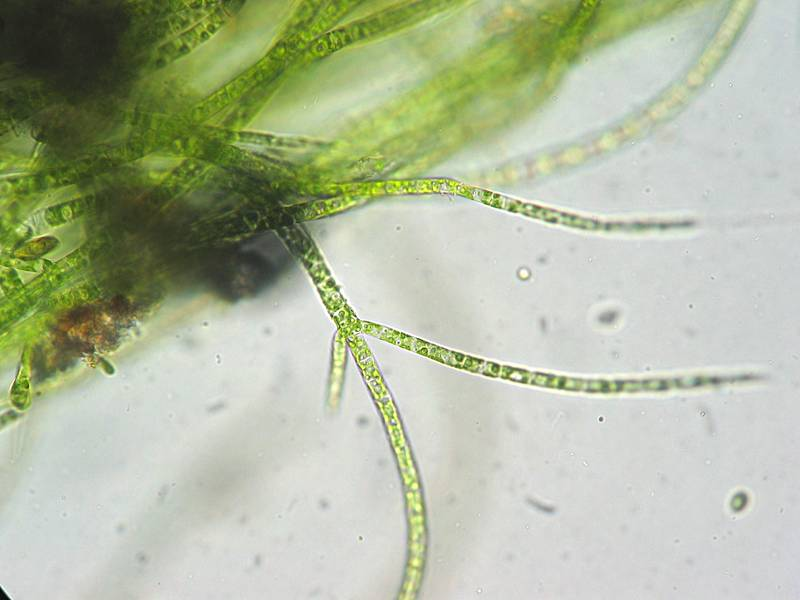
Stigeoclonium (緑藻綱)
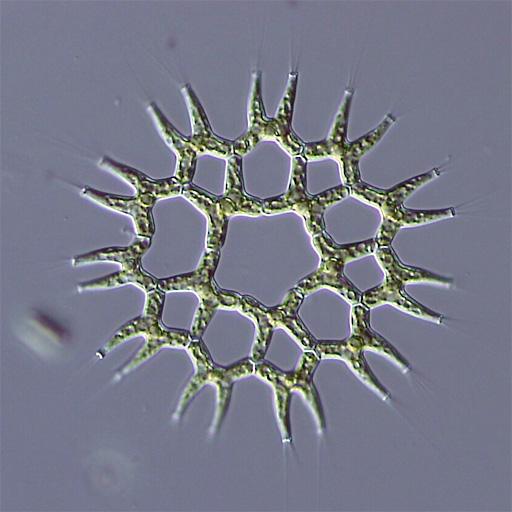
Lacunastrum (緑藻綱)
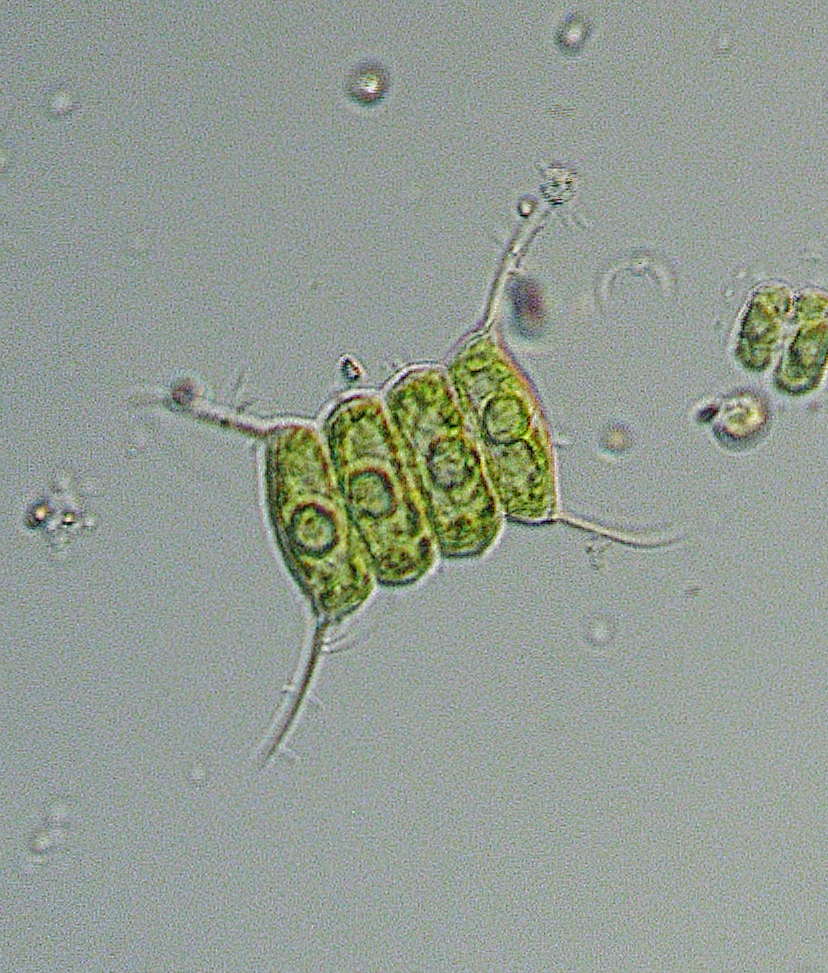
Desmodesmus (緑藻綱)
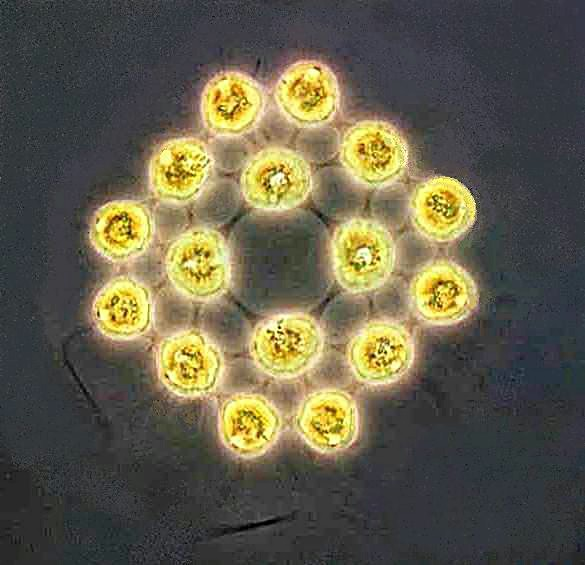
Gonium (緑藻綱)
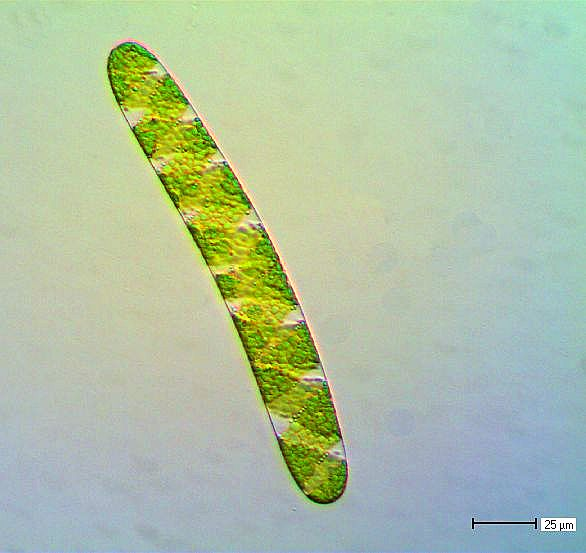
Spirotaenia (クロロキブス藻綱?)
ミカヅキモ属 (接合藻)
イボマタモ属 (接合藻)
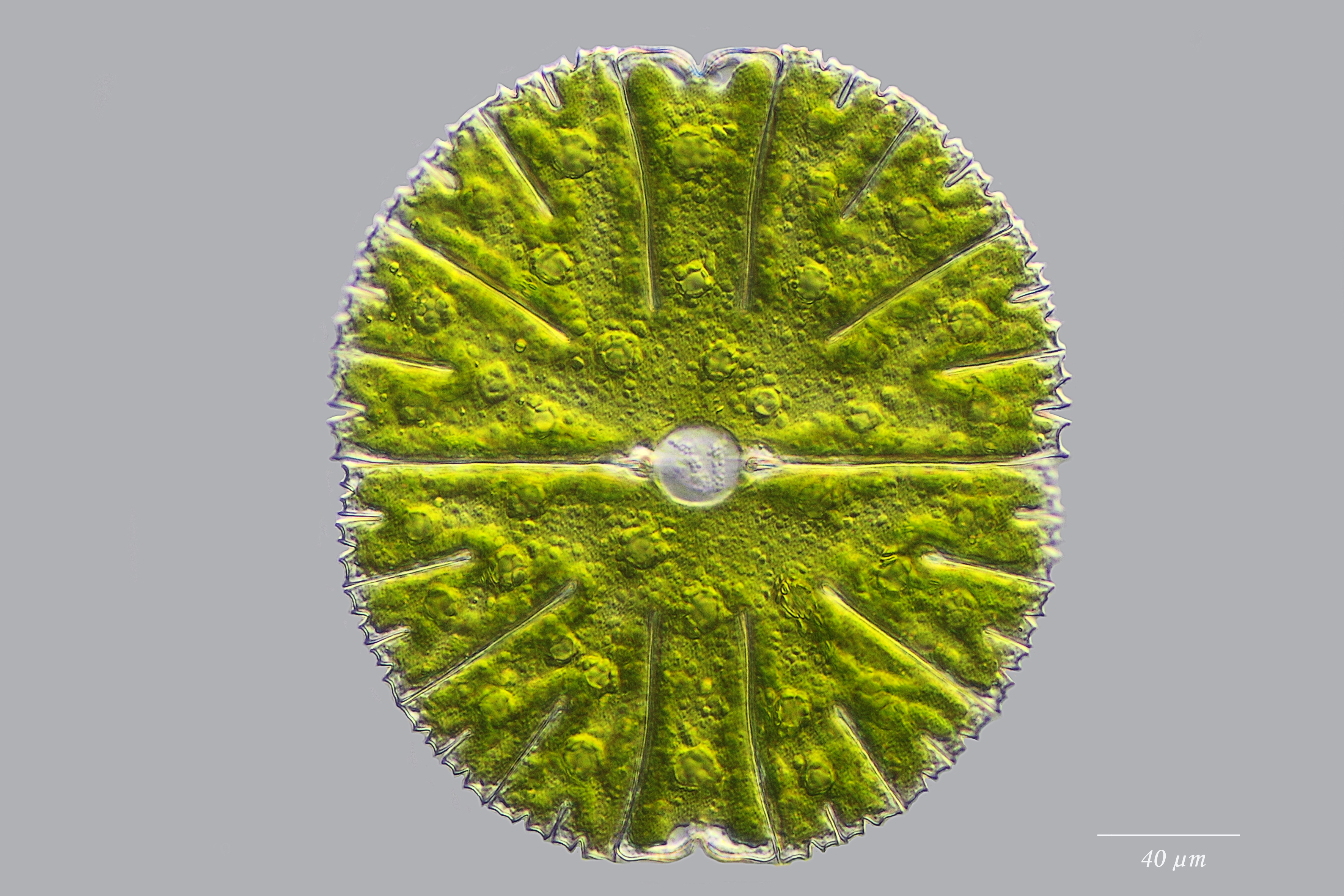
アワセオオギ属 (接合藻)
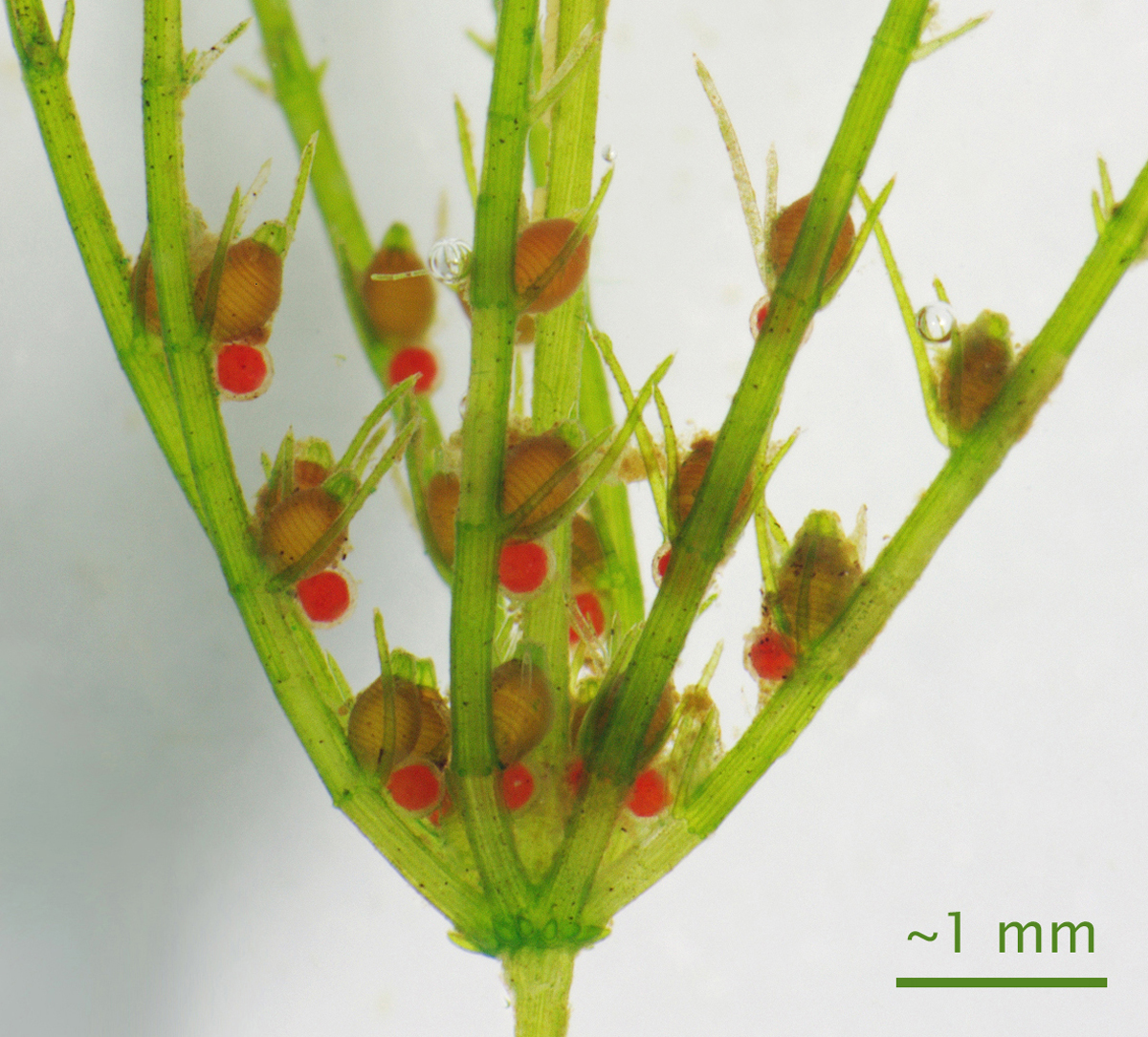
シャジクモ属 (シャジクモ綱)